# Rio Grande do Sul
Il Rio Grande do Sul è uno Stato federato del Brasile, la cui capitale è Porto Alegre. Confina a nord con lo Stato brasiliano di Santa Catarina, a est con l'Oceano Atlantico, a sud con l'Uruguay e a ovest con l'Argentina. Lo Stato, che ha il 5,4% della popolazione brasiliana, genera il 6,6% del PIL brasiliano.
La popolazione è composta prevalentemente da etnie europee (discendenti di immigrati italiani e tedeschi, soprattutto).

## Storia
Durante il periodo coloniale brasiliano, la provincia del Sud Rio Grande fu teatro di piccole guerre e schermaglie di confine tra Portogallo e Spagna per il controllo della regione, la Colonia del Sacramento e le Missioni Guaranì. Fu anche un punto focale per le ribellioni interne nel XIX e all'inizio del XX secolo.

### Repubblica Riograndense
Durante la guerra di secessione brasiliana Giuseppe Garibaldi partecipò ai moti rivoluzionari, che però si conclusero con la vittoria del governo brasiliano. Dopo la seconda guerra mondiale divenne uno Stato federato del Brasile.

## Popolazione
La popolazione dello Stato di Rio Grande do Sul fu costituita in origine da portoghesi, tedeschi, italiani, africani e indios e, in minor parte, da spagnoli e polacchi. Esiste una numerosa comunità di origini italiane, la seconda più grande nel Brasile, dopo quella di San Paolo.
La principale area di emigrazione verso il Rio Grande do Sul, in Italia, fu il Veneto, dove la crisi era più grande intorno al 1875, in particolare nelle province di Vicenza, Treviso e Verona. Molti immigrati vennero anche dalle province lombarde di Cremona, Mantova e da parte di quella di Brescia e da quella di Bergamo. Erano presenti anche immigrati del Trentino-Alto Adige (unito all'Italia solo dopo la prima guerra mondiale e a quel tempo ancora parte dell'Impero Austrungarico) e del Friuli-Venezia Giulia (per lo più dalle zone montane vicine al Veneto). In un calcolo approssimativo, si stima che del totale di italiani che emigrarono nello Stato, il 54% era veneto, il 33% lombardo, il 7% trentino, il 4,5% friulano e il 1,5% di altre regioni. Si stima che fra il 1875 e il 1914 arrivarono fra 80 e 100 000 italiani nel Rio Grande do Sul. La prima regione popolata da questi immigrati fu Caxias do Sul (oggi una città con più di 400 000 abitanti), Garibaldi e Bento Gonçalves. Comuni come Nova Bassano, Nova Bréscia e Nova Pádua indicano la provenienza italiana dei loro abitanti. Alcuni residenti dello Stato parlano ancora una variante della lingua veneta, conosciuta con il nome di talian (o Vêneto Sul-Riograndense).

## Cultura

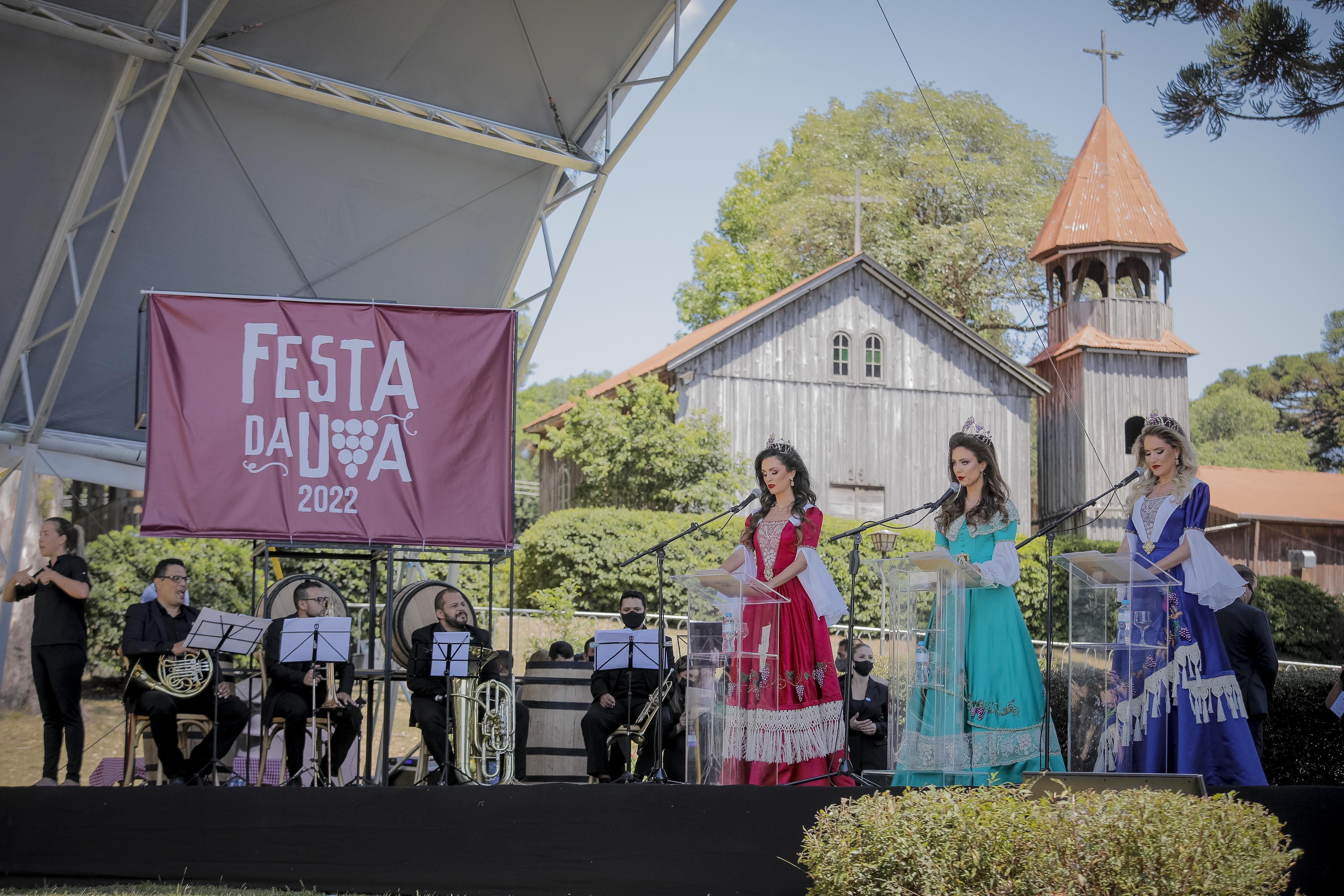
Festa dell'uva a Caxias do Sul.

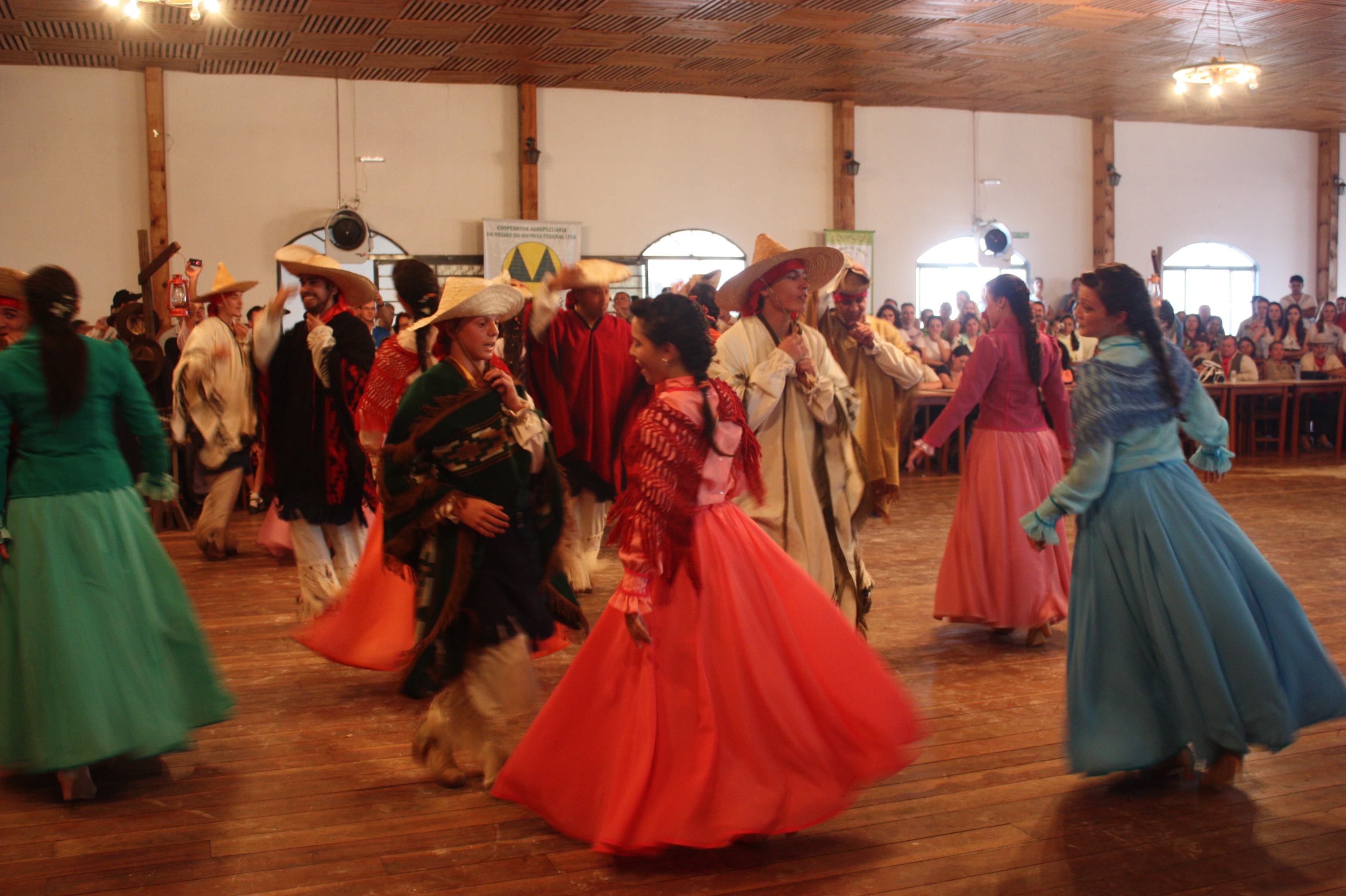
Danza tipica in un CTG (Centro delle tradizioni Gaucho)

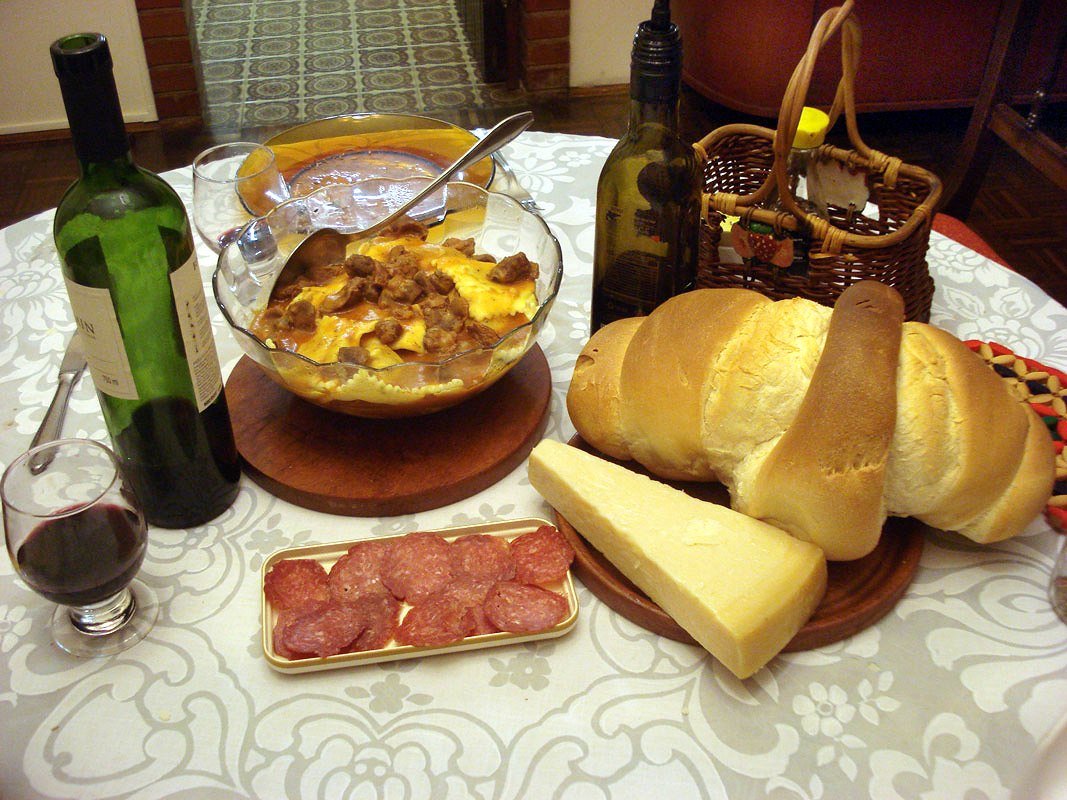
Un pasto tipico del Rio Grande do Sul con vino, pane, formaggio, pasta con manzo e salame.

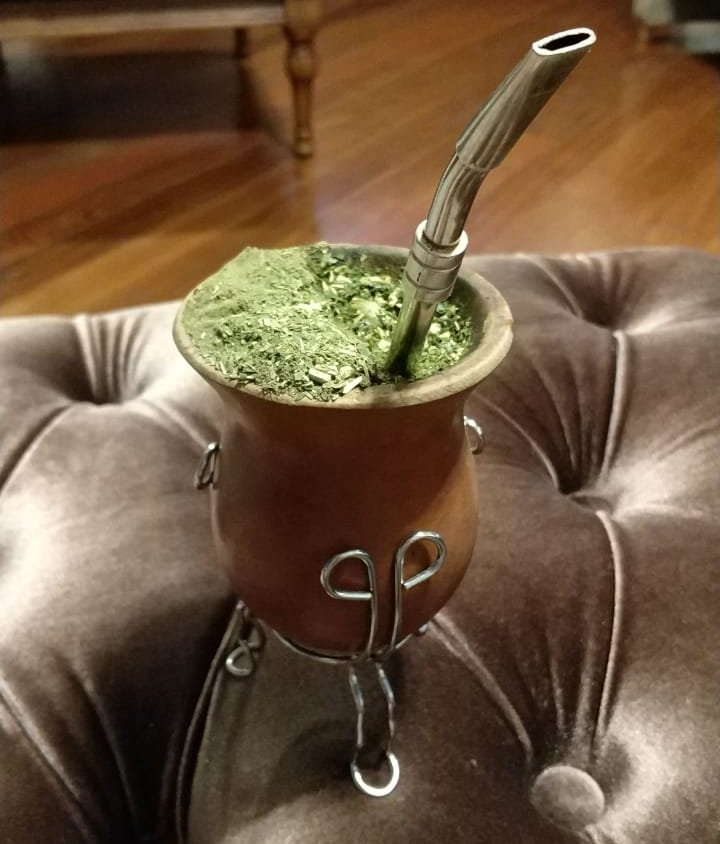
Chimarrão è una bevanda tradizionale ottenuta immergendo le foglie essiccate della specie di agrifoglio Ilex paraguariensis in acqua calda.

Lo stato del Rio Grande do Sul è riconosciuto come uno degli stati culturalmente più ricchi del Brasile. La musica del Rio Grande è una miscela di molti stili (per lo più un continuum di ritmi che si trovano nei paesi vicini), tra cui Chamamé, Milonga, Polca e Chacarera. La moderna musica gaucho o tchê è popolare dalla fine degli anni 1980. I residenti dello stato sono noti nel paese per aver bevuto il chimarrão, una versione locale del mate ubriaco nei vicini Uruguay e Argentina, e per aver consumato molto regolarmente il churrasco (una pratica comune dovuta alle abbondanti fonti di carne di alta qualità), arrivando addirittura a considerarla uno degli elementi più importanti della vita quotidiana. Porto Alegre ospita lo Sport Club Internacional e il Gremio Foot-Ball Porto Alegrese. Sono rivali, una delle più grandi rivalità in Brasile.
Ogni regione dello stato ha il proprio retroterra culturale. Nella pampa (sud-ovest), la cultura è ancora largamente influenzata dagli antichi Gaúchos. Gaúcho è un termine che può descrivere chiunque sia nato nello stato del Rio Grande do Sul. Tuttavia, è anche usato per descrivere i lavoratori rurali della regione del XIX secolo. Altre parti dello stato hanno una cultura leggermente diversa, influenzata principalmente da immigrati tedeschi o italiani. Dopo alcune generazioni, i discendenti degli immigrati si sono integrati nella società locale, anche se le loro influenze culturali sono ancora forti, soprattutto nelle campagne. Nonostante queste differenze, il popolo Gaucho mantiene un particolare zelo per la propria cultura e le sue variazioni. Sebbene la cultura gaucho e la sua lingua portoghese prevalgano nel Rio Grande do Sul, lo stato più meridionale del Brasile, condividendo molte delle sue caratteristiche folcloristiche con i vicini allevamenti di cavalli, culture incentrate sui prati, come quelle che si trovano in Uruguay e Argentina, lo stato ha anche altri aree di forte, anche se meno importante, interesse culturale.
Questi includono l'identità culturale tedesco-brasiliana e la lingua riograndenser Hunsrückisch (il numero di parlanti è stimato in circa 1.500.000), parlata nello stato dal 1824; è stato ufficialmente riconosciuto dalla Camera dei rappresentanti statale nel 2012 all'unanimità. Inoltre, come risultato dell'immigrazione europea dichiarata nel XIX secolo, lo stato ha una propria cultura e lingua italiana, la lingua taliana (lingua/dialetto veneto), parlata principalmente nella regione degli altipiani, presso le cosiddette Colonie Antiche Italiane al vertice dello stato.
Tuttavia, ci sono molte altre minoranze culturali molto più piccole nello stato (pomerania, polacca, tedesco-ebraica, ecc.). Tuttavia, queste tre sono le espressioni culturali predominanti che si trovano nello stato, ciascuna con espressioni linguistiche viventi che ne attestano l'esistenza.

## Geografia fisica

Comuni dove dialetto talian è coufficiale in Rio Grande do Sul. Lo stato ha una grande colonia di italiani.

Il Rio Grande do Sul è delimitato a nord dallo Stato brasiliano di Santa Catarina, a est dall'Oceano Atlantico, a sud dall'Uruguay e ad ovest dall'Argentina.
La parte settentrionale dello Stato è adagiata sulle pendici meridionali dell'elevato pianoro che si estende a sud di San Paolo attraverso gli Stati del Paraná e Santa Catarina. Una catena di basse montagne si estende verso sud dalla Serra do Mar di Santa Catarina e attraversa lo Stato fino all'Uruguay. Ad ovest di questa catena è presente una vasta pianura erbosa che a nord presenta altitudini più elevate ed è vocata al pascolo ovino, mentre nel sud al pascolo bovino. Ad est della catena è presente una vasta zona costiera che si eleva di poco sopra il mare. Qui vi sono due grandi lagune, la Lagoa dos Patos a nord e la Lagoa Mirim più a sud al confine con l'Uruguay, separate dal mare da sterili penisole sabbiose. La costa sabbiosa è interrotta solo dal punto di uscita delle due lagune verso l'Oceano Atlantico, chiamato il Rio Grande, che offre un ingresso navigabile per i porti marittimi. Ci sono due distinti sistemi fluviali nel Rio Grande do Sul: quello del fianco orientale che drena le sue acque nelle due lagune; e quello occidentale che rientra nel bacino dell'Uruguay.
I principali fiumi del gruppo orientale sono Jacuí, Sinos, Caí, Gravataí e Camacuã, che si dirigono verso la Lagoa dos Patos, e il Jaguarão che sfocia nella Lagoa Mirim. Il Jacuí è uno dei fiumi più importanti dello Stato. In aggiunta alle Lagoa dos Patos e Lagoa Mirim ci sono una serie di piccoli laghetti costieri.
Dei tanti corsi d'acqua che scorrono verso nord e verso ovest per raggiungere il fiume Uruguay, i più grandi sono l'Ijuí, l'Ibicuí e il Quaraí, fiume che costituisce parte della linea di confine con l'Uruguay. A occidente il fiume Uruguay costituisce tutta la linea di confine tra Rio Grande do Sul e Argentina.

## Economia
L'economia statale si basa su agricoltura (soia, grano, riso e mais, tra gli altri), bestiame e industria (di cuoio e calzature, alimentare, tessile, del legno, metallurgico e chimico). Va sottolineata l'emergere di importanti poli tecnologici nello Stato nei decenni 1990 e all'inizio del 21 ° secolo, nelle aree petrolchimiche e nella tecnologia dell'informazione. L'industrializzazione nel Rio Grande do Sul sta aumentando la sua partecipazione all'anno PIL Brasile, portando investimenti, manodopera e infrastrutture allo Stato. Attualmente, il Rio Grande do Sul è al quarto posto nella lista degli stati più ricchi del Brasile.

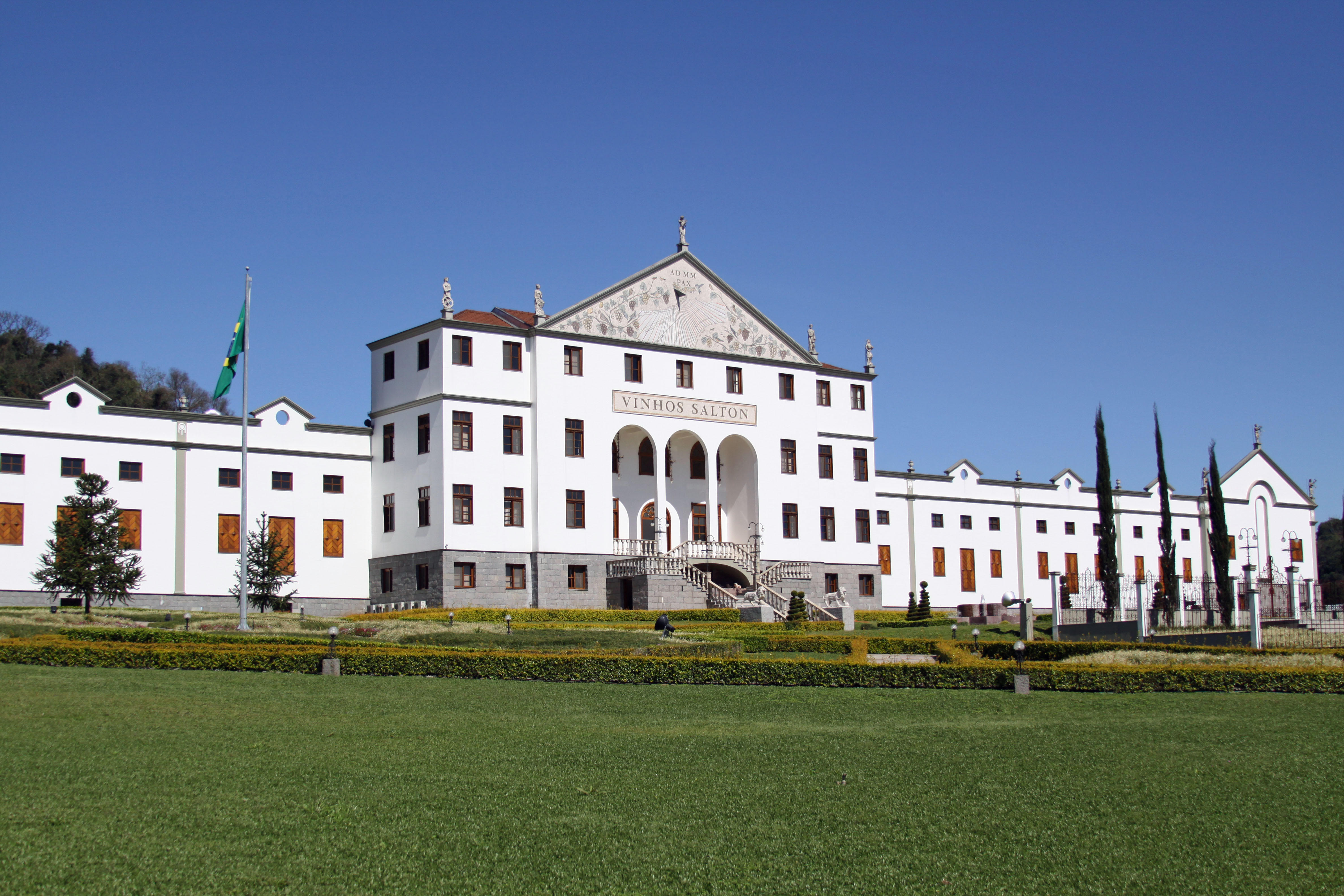
Un'azienda vinicola a Bento Gonçalves. Il Rio Grande do Sul è il più grande produttore di vino del Brasile.

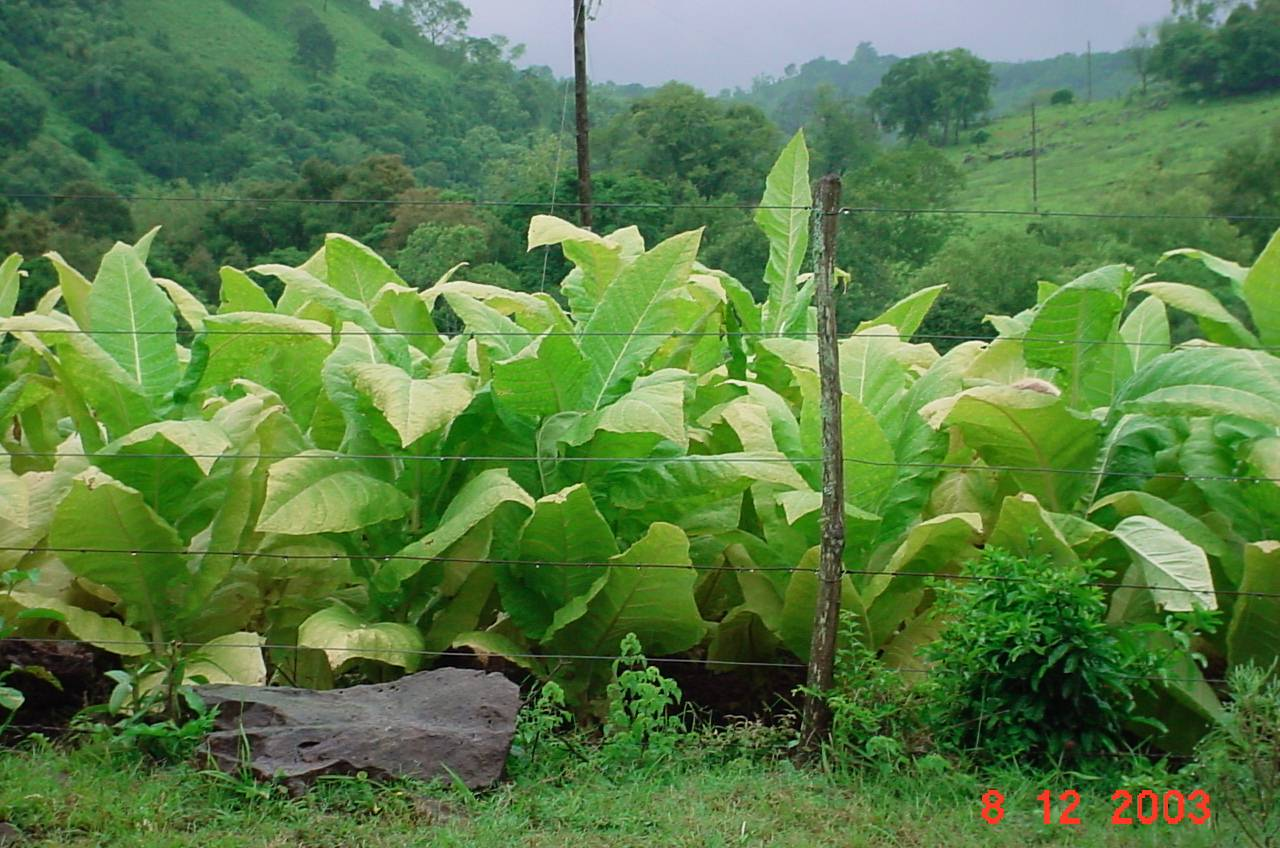
Tabacco a Rio Grande do Sul.

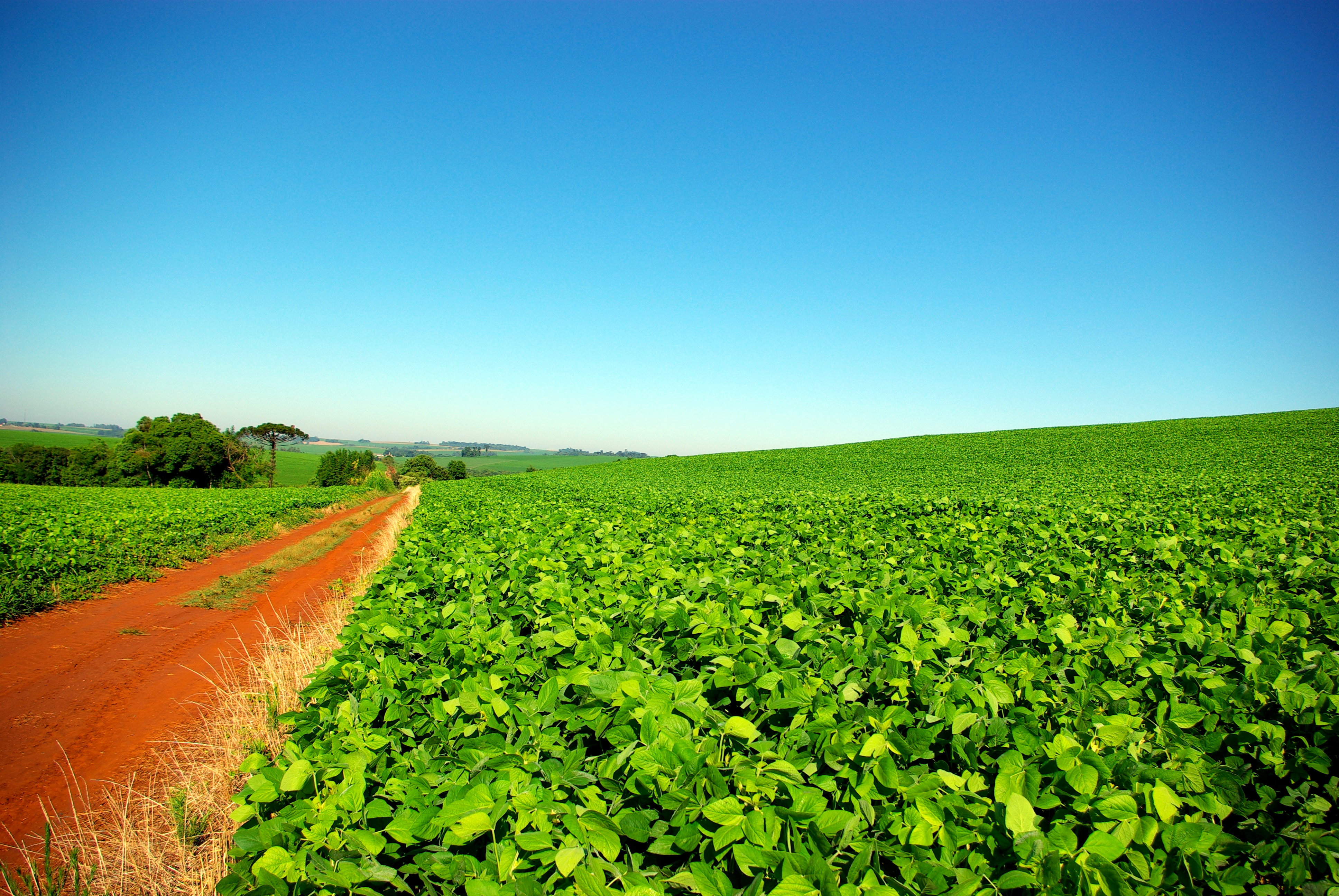
Piantagione di soia a Rio Grande do Sul.

In agricoltura, lo Stato si distingue per la produzione di soia, mais, grano, riso, tabacco, uva, mela, manioca e yerba mate, oltre a produrre avena, orzo, arancio, pesco, fico, mandarino, cachi e fragola.
Nel 2020 la Regione Meridionale ha prodotto il 32% del totale nazionale di cereali, ortaggi e semi oleosi. Sono state 77,2 milioni le tonnellate, il secondo posto in Brasile, perdendo solo nel Centro-Ovest. Rio Grande do Sul (14,3%) è stato il terzo maggior produttore del paese.
Il Rio Grande do Sul è il più grande produttore di riso del paese, con il 70,5% della produzione brasiliana, quasi 7,3 milioni di tonnellate nel 2020.
Il Rio Grande do Sul è il più grande produttore di tabacco in Brasile ed è il più grande esportatore al mondo. Il Brasile è il secondo produttore mondiale e leader nelle esportazioni di tabacco dagli anni '90, con il 98% della produzione brasiliana nella regione meridionale.
Il Rio Grande do Sul è responsabile del 90% della produzione nazionale di uva e produce il 90% del vino prodotto nel paese, l'85% dello spumante e il 90% del succo d'uva, principalmente nel area di Caxias do Sul e dintorni: 664,2 mila tonnellate nel 2018.
In io soia, Rio Grande do Sul è il terzo produttore più grande del paese, con circa il 16% della produzione nazionale. Ha prodotto 19,3 milioni di tonnellate. Nel 2017 è stato anche il terzo produttore di mais.
Il Rio Grande do Sul è anche il più grande produttore nazionale di grano, con 2,3 milioni di tonnellate nel 2019.
La regione meridionale è anche il maggior produttore di avena in Brasile. Nel 2019 la produzione nazionale sfiorava le 800.000 tonnellate, quasi tutte realizzate nel Sud (Paraná e Rio Grande do Sul).
I tre stati meridionali del paese sono responsabili del 95% della produzione nazionale di mela, e Santa Catarina appare in cima alla lista di produzione, contendendo il Rio Grande do Sul. Rio Grande do Sul raccoglie il 45% delle mele brasiliane ed è il più grande esportatore di mele del paese. La regione vicina a Vacaria è il punto forte: concentra l'88% della produzione statale e il 37% della produzione nazionale.
Nella produzione di manioca, il Brasile ha prodotto un totale di 17,6 milioni di tonnellate nel 2018. Lo Stato è stato il quarto più grande produttore del paese, con quasi 1 milione di tonnellate.
Per quanto riguarda le arance, Rio Grande do Sul è stato il quinto produttore brasiliano nel 2018, con un totale di 367.000 tonnellate.
Il Rio Grande do Sul è il più grande produttore di pesche in Brasile, con metà del volume raccolto in Brasile nel 2018. Secondo i dati del 2018, è anche il più grande produttore di fico nel paese. Rio Grande do Sul è stato il terzo maggior produttore di mandarino in Brasile. Il Rio Grande do Sul è anche responsabile del 19% della produzione di cachi, essendo il secondo produttore nazionale. Nel 2019, in Brasile, c'era una superficie di produzione totale di circa 4.000 ettari di fragola. Rio Grande do Sul è stato il terzo produttore più grande.
Nel 2019, il Brasile ha prodotto circa 900.000 tonnellate di yerba mate all'anno. Il Paraná è il maggior produttore in volume e il Rio Grande do Sul nelle aree di piantagione (e dove il settore è più industrializzato). Secondo i dati del 2017, il Paraná ha raccolto 301.000 tonnellate di yerba mate con metodo estrattivo, mentre il Rio Grande do Sul ne ha raccolte 17.000. D'altra parte, mentre i gauchos raccoglievano 302.000 tonnellate di erba piantata, il Paraná ne raccoglieva 237.000 con questo metodo. Il potenziale produttivo dell'erba mate è ancora poco esplorato in Brasile, con buona parte della vendemmia svolta dal sistema estrattivo e con bassi livelli di produttività. Tuttavia, molti nuovi produttori stanno adottando sistemi di produzione più professionali ed efficienti, con acume di gestione tecnica e una visione del mercato globalizzata. Ciò tende ad aumentare le esportazioni brasiliane di questo prodotto.

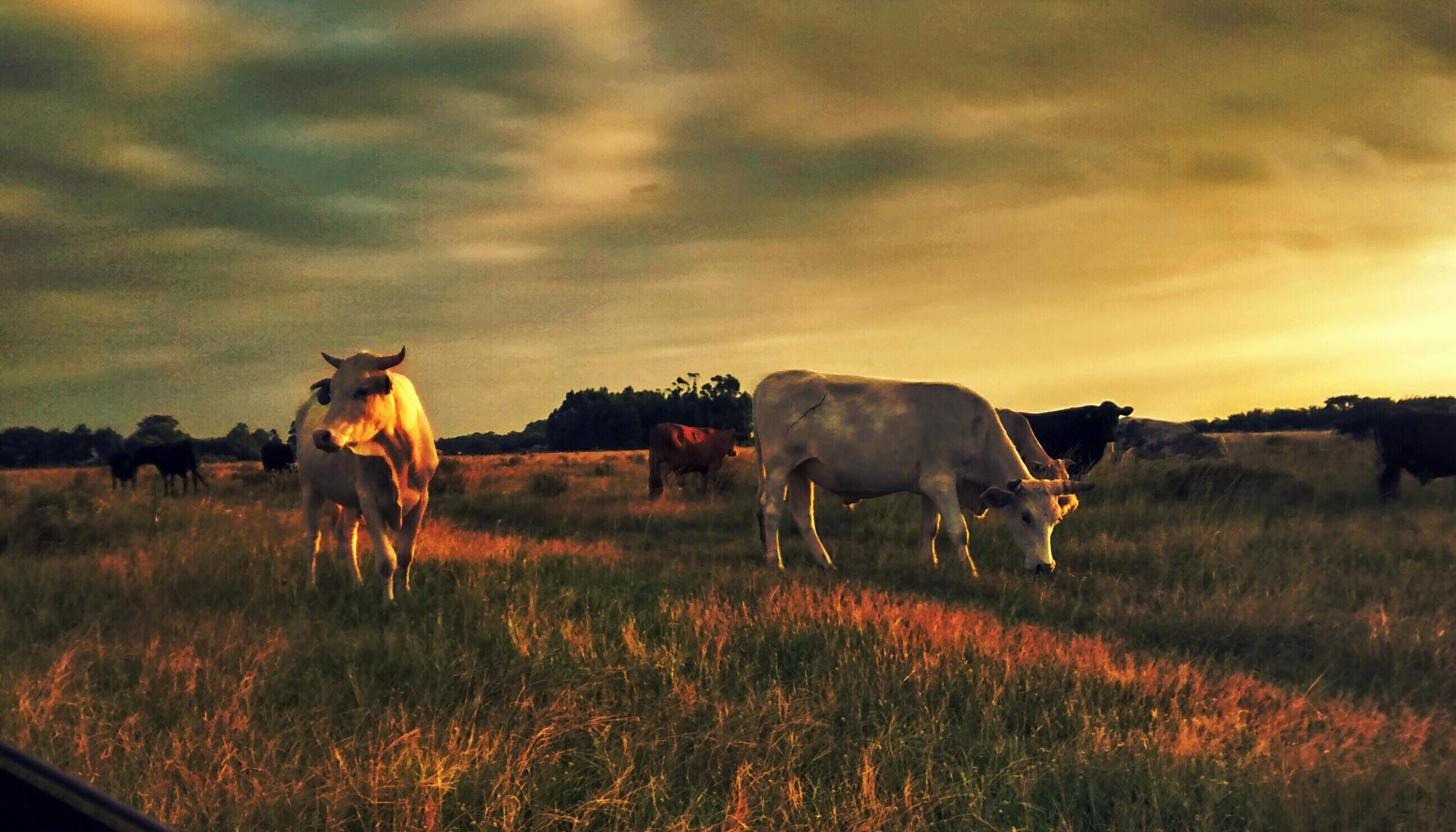
Bestiame a Rio Grande do Sul.

Nel 2018, la mandria di bovini dello Stato aveva 12,5 milioni di capi, settimo nel paese, il 6,5% del bestiame brasiliano.
Nel 2019, il Rio Grande do Sul ha prodotto un totale di 4,5 miliardi di litri di latte, diventando così il terzo produttore del paese, con il 13,0% del totale del paese.
Nell'allevamento di pecore, nel 2017, la regione meridionale era la seconda più grande del paese, con 4,2 milioni di capi. Il Rio Grande do Sul ha il 94% della produzione lana del paese.
Nella carne di maiale, i 3 stati meridionali sono i maggiori produttori del paese. Il Brasile aveva 41,1 milioni di capi nel 2017. Rio Grande do Sul (14,6%) è il terzo produttore.

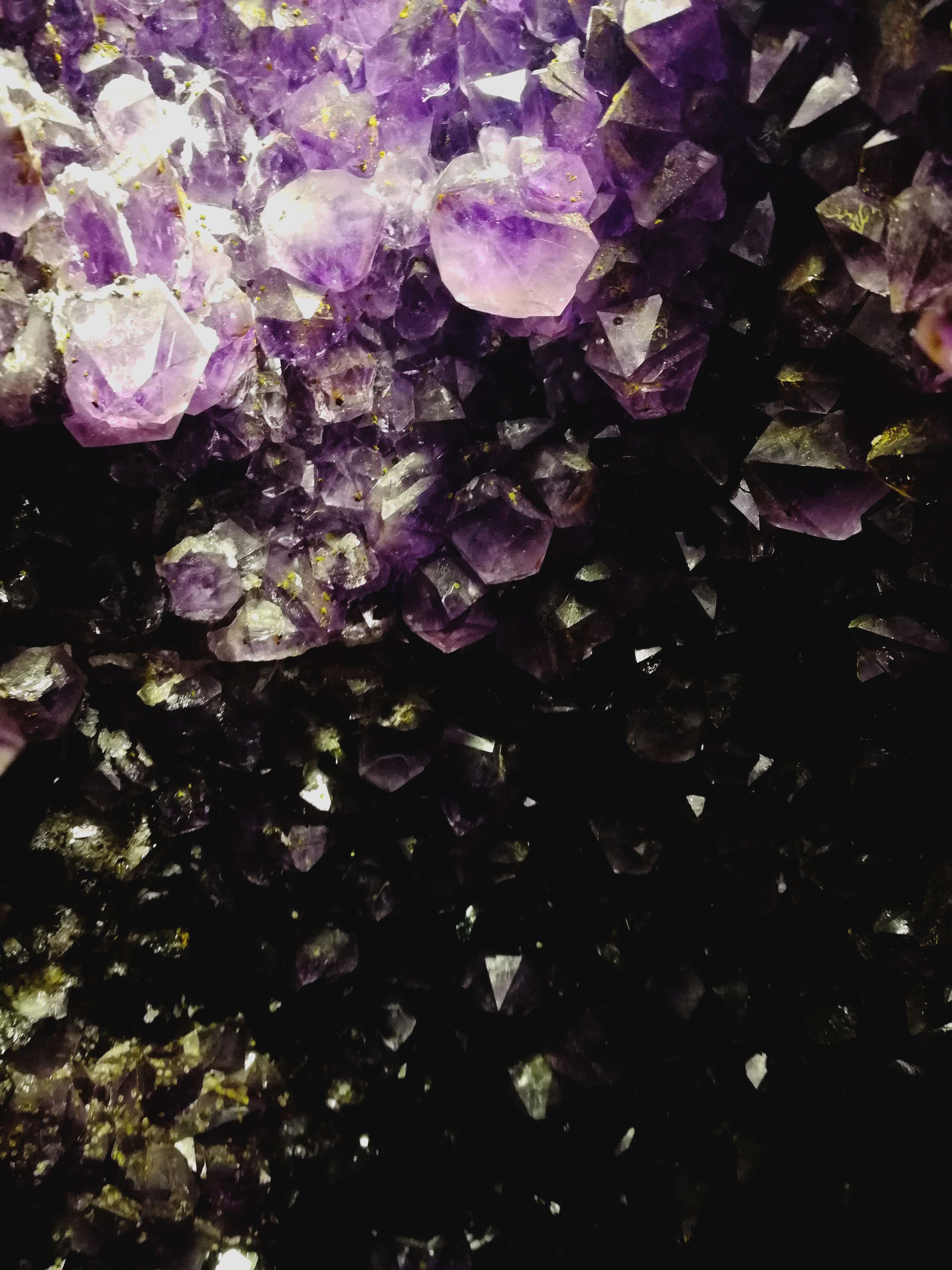
Ametista in Ametista do Sul.

La mandria brasiliana di uccelli, nel 2018, era dell'ordine di 1 500 milioni di capi. Nel 2017, i principali stati produttori di pollame in Brasile sono stati Paraná (25,3%), San Paolo (14,0%) e Rio Grande do Sul (11,0%). In termini di pollo, nel 2017 c'erano 242,8 milioni di capi nel paese. Tra gli stati che erano i maggiori produttori, San Paolo era in testa con il 21,9%, seguito da Paraná (10,1%) e Rio Grande do Sul (8,8%). Nella produzione di uovo, lo stato è al quinto posto in Brasile, con l'8% della produzione nazionale. C'erano 354 milioni di dozzine nel 2018.
La regione meridionale è stata il principale produttore di miele nel paese nel 2017, rappresentando il 39,7% del totale nazionale. Il Rio Grande do Sul era il più grande produttore del paese, con il 15,2%.
Per quanto riguarda estrazione mineraria, lo Stato è un importante produttore di pietre preziose. Il Brasile è il più grande produttore mondiale di ametista e agata, e Rio Grande do Sul è il più grande produttore del paese. L'agata ha un'estrazione locale dal 1830. Il più grande produttore di ametista in Brasile è la città di Ametista do Sul. Questa pietra era molto rara e costosa in tutto il mondo, fino alla scoperta di grandi giacimenti in Brasile, che ne provocò un notevole calo di valore.

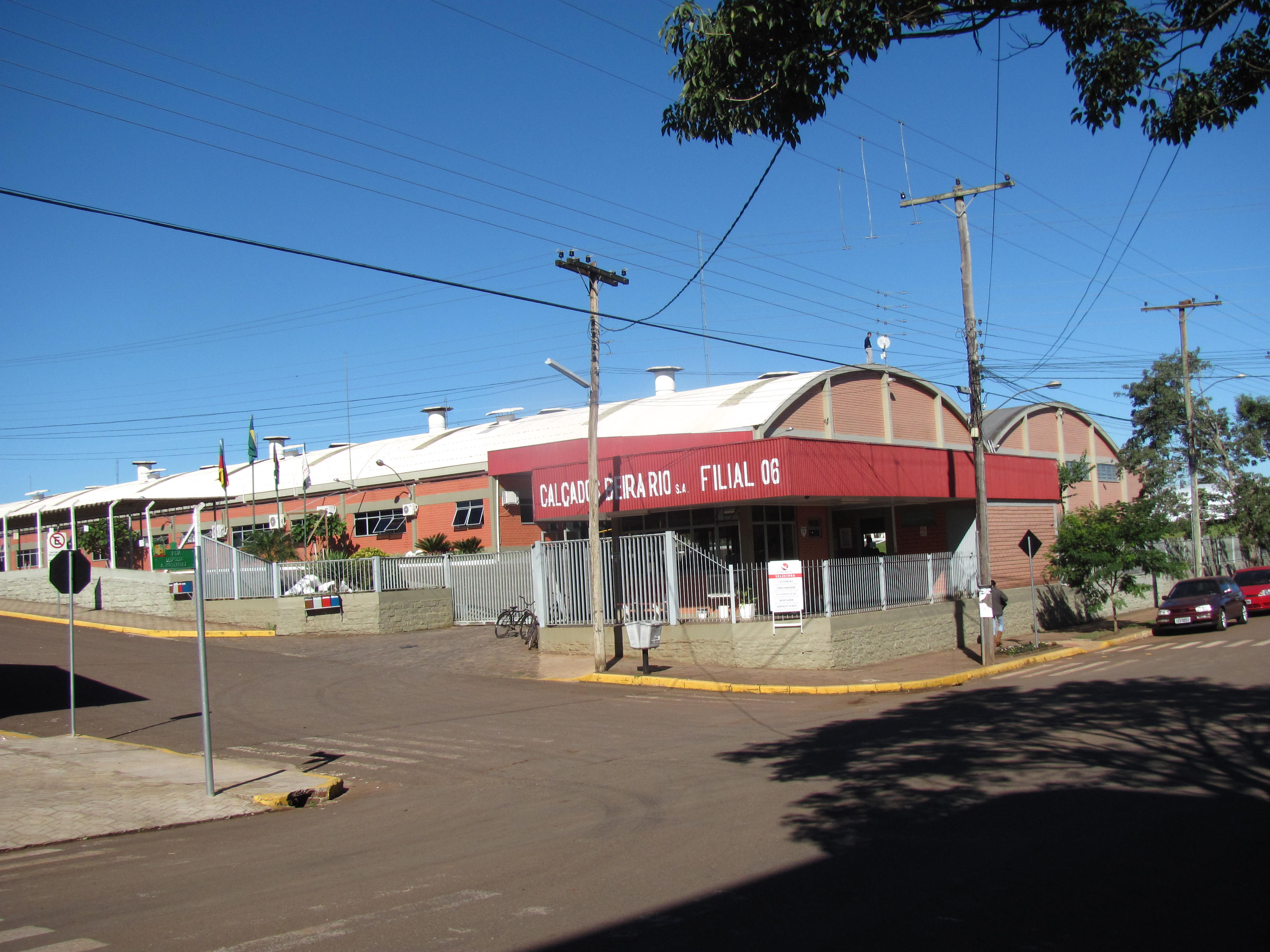
Beira Rio, in Mato Leitão, uno dei più grandi calzaturifici del paese.

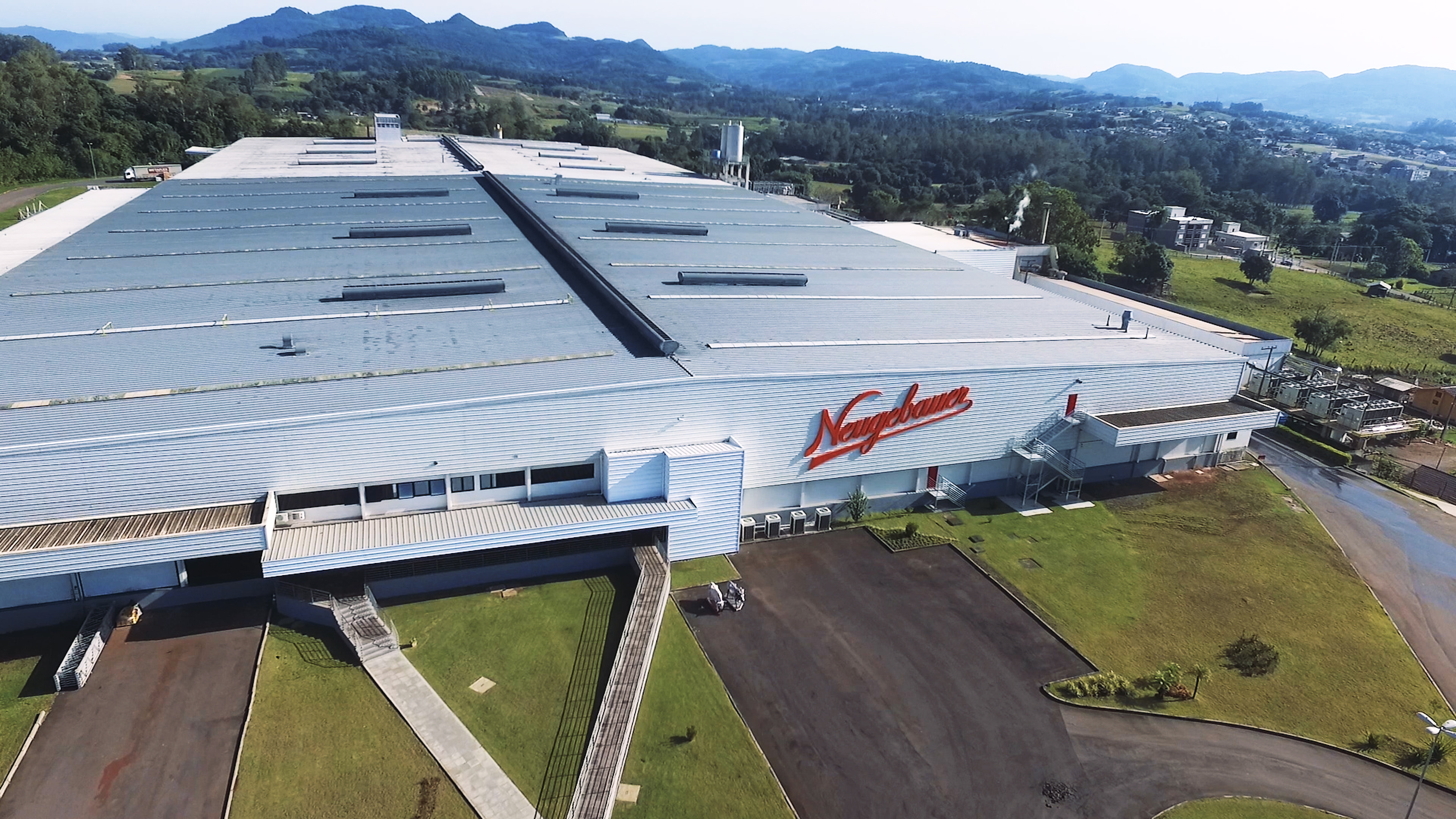
Sede Neugebauer ad Arroio do Meio

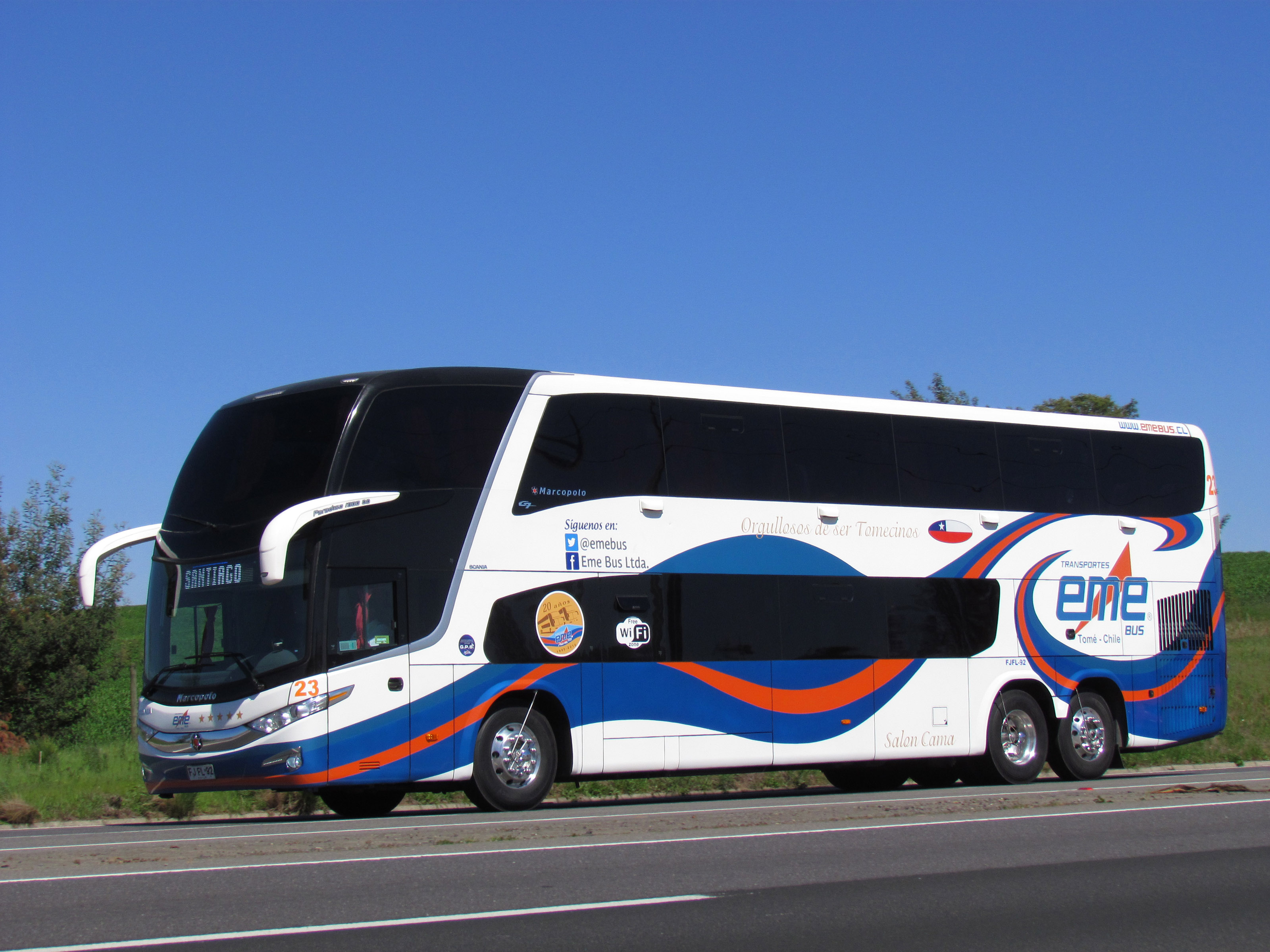
Marcopolo S.A. è un produttore mondiale di autobus con sede a Caxias do Sul.

Circa industria, il Rio Grande do Sul aveva un PIL industriale di 82,1 miliardi di R $ nel 2017, equivalente al 6,9% dell'industria nazionale. Impiega 762.045 lavoratori nel settore. I principali settori industriali sono: edilizia (18,2%), alimentare (15,4%), servizi pubblici di servizi industriali, quali elettricità e acqua (9,8%), prodotti chimici (6,8%) e macchinari e squadra (6,6%). Questi 5 settori concentrano il 56,8% dell'industria statale.
Nel Industria automobilistica, lo Stato ha uno stabilimento GM.
Nel industria calzaturiera, spicca particolarmente in Novo Hamburgo, Sapiranga e Campo Bom, e praticamente in tutti gli altri comuni di Vale dos Sinos. Nel 2019, il Brasile ha prodotto 972 milioni di paia. Le esportazioni sono state intorno al 10%, raggiungendo quasi 125 milioni di paia. Il Brasile è al quarto posto tra i produttori mondiali, dietro a Cina (che produce oltre 10 miliardi di paia), India e Vietnam, e all'11 ° posto tra i maggiori esportatori. Il più grande hub di produzione in Brasile si trova qui. Lo Stato brasiliano che più esporta il prodotto è il Rio Grande do Sul: nel 2019 ha esportato 448,35 milioni di dollari. La maggior parte del prodotto va a Stati Uniti, Argentina e Francia. Il consumo interno assorbe gran parte della produzione. Lo Stato ha creato o creato alcune delle più importanti fabbriche del Brasile nel settore.
Nel industria alimentare, nel 2019, il Brasile è stato il secondo esportatore mondiale di alimenti trasformati, con un valore di 34,1 miliardi di dollari in esportazioni. I ricavi dell'industria alimentare e delle bevande brasiliana nel 2019 sono stati di 699,9 miliardi di R $, il 9,7% del prodotto interno lordo del paese. Nel 2015, l'industria alimentare e delle bevande in Brasile comprendeva 34 800 aziende (senza contare i panifici), la stragrande maggioranza delle quali era piccola. Queste aziende impiegavano più di 1 600 000 lavoratori, rendendo l'industria alimentare e delle bevande il più grande datore di lavoro nel settore manifatturiero. Ci sono circa 570 grandi aziende in Brasile, che rappresentano una buona parte dei ricavi totali del settore. Il Rio Grande do Sul ha creato aziende alimentari di importanza nazionale come la fabbrica di cioccolato Neugebauer; Vinícola Aurora e Vinícola Salton, due delle più grandi aziende vinicole del paese. e Camil Alimentos, proprietario del marchio Açúcar União (il marchio di zucchero più famoso del paese), Arroz Carretero (uno dei marchi di riso più famosi in Brasile), tra gli altri.
Anche l'industria meccanica e metallurgica raggiunge una notevole espressione, soprattutto in Porto Alegre, Novo Hamburgo, São Leopoldo e Canoas, oltre a Gravataí, Sapucaia do Sul, Esteio e Sapiranga, che hanno grandi aziende del settore e che appartengono anche alla regione metropolitana di Porto Alegre. A questi centri si unisce São Jerônimo, che ospita l'acciaieria di Charqueadas. L'acciaieria Aços Finos Piratini si trova a Charqueadas, che appartiene a Gerdau. È principalmente orientato a servire l'industria automobilistica.
Nel settore metallurgico, lo Stato ha una delle aziende più famose del paese, Tramontina, originaria del Rio Grande do Sul e un famoso produttore di coltelli, padelle, pale e utensili vari, che ha più di 8 500 dipendenti e 10 unità produttive. Altre aziende famose nello Stato sono Marcopolo, un produttore di carrozzerie per autobus, che nel 2015 aveva un valore di mercato di 2 782 miliardi di R $, e Randon, un gruppo di 9 società specializzate in soluzioni per il trasporto, che riunisce produttori di veicoli, ricambi auto e attrezzature stradali: impiega circa 11 000 persone e ha registrato un fatturato lordo nel 2017 di 4,2 miliardi di R $.
Un'altra area industriale è la cosiddetta regione dell'antica colonizzazione, in cui i comuni di Caxias do Sul, Garibaldi, Bento Gonçalves, Flores da Cunha, Farroupilha e Santa Cruz do Sul sono integrati. L'attività manifatturiera è caratterizzata dalla produzione di vino e dalla lavorazione di prodotti agro-pastorali, quali cuoio, burro, mais, grano e tabacco.
Nel resto dello Stato sono presenti diversi poli industriali dispersi, tutti legati alla lavorazione di materie prime agropastorali. In questo gruppo, Erechim, Passo Fundo, Santa Maria, Santana do Livramento, Rosário do Sul, Pelotas, Rio Grande e Bagé si distinguono.

### Turismo

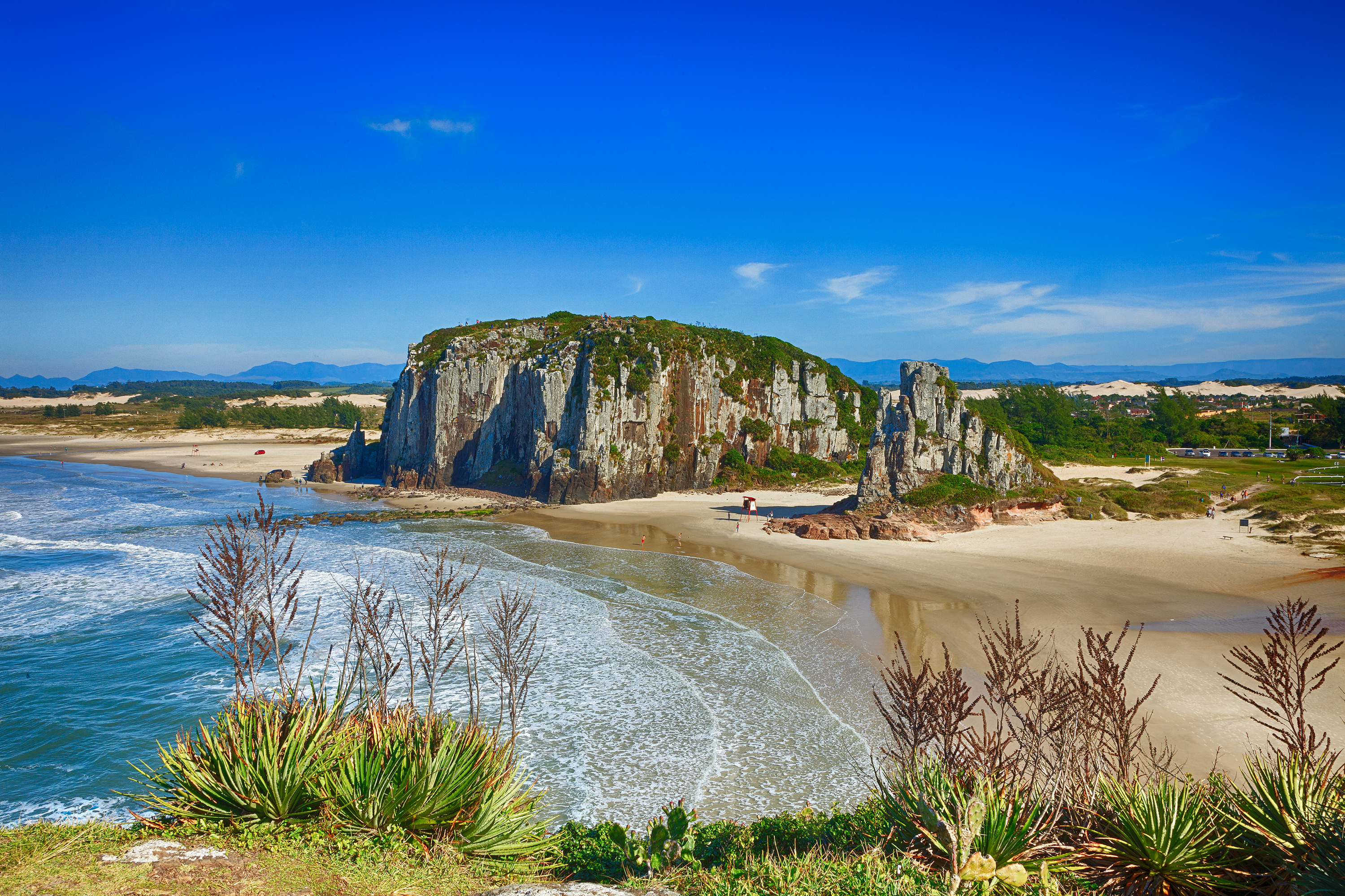
Spiaggia di Guarita a Torres.

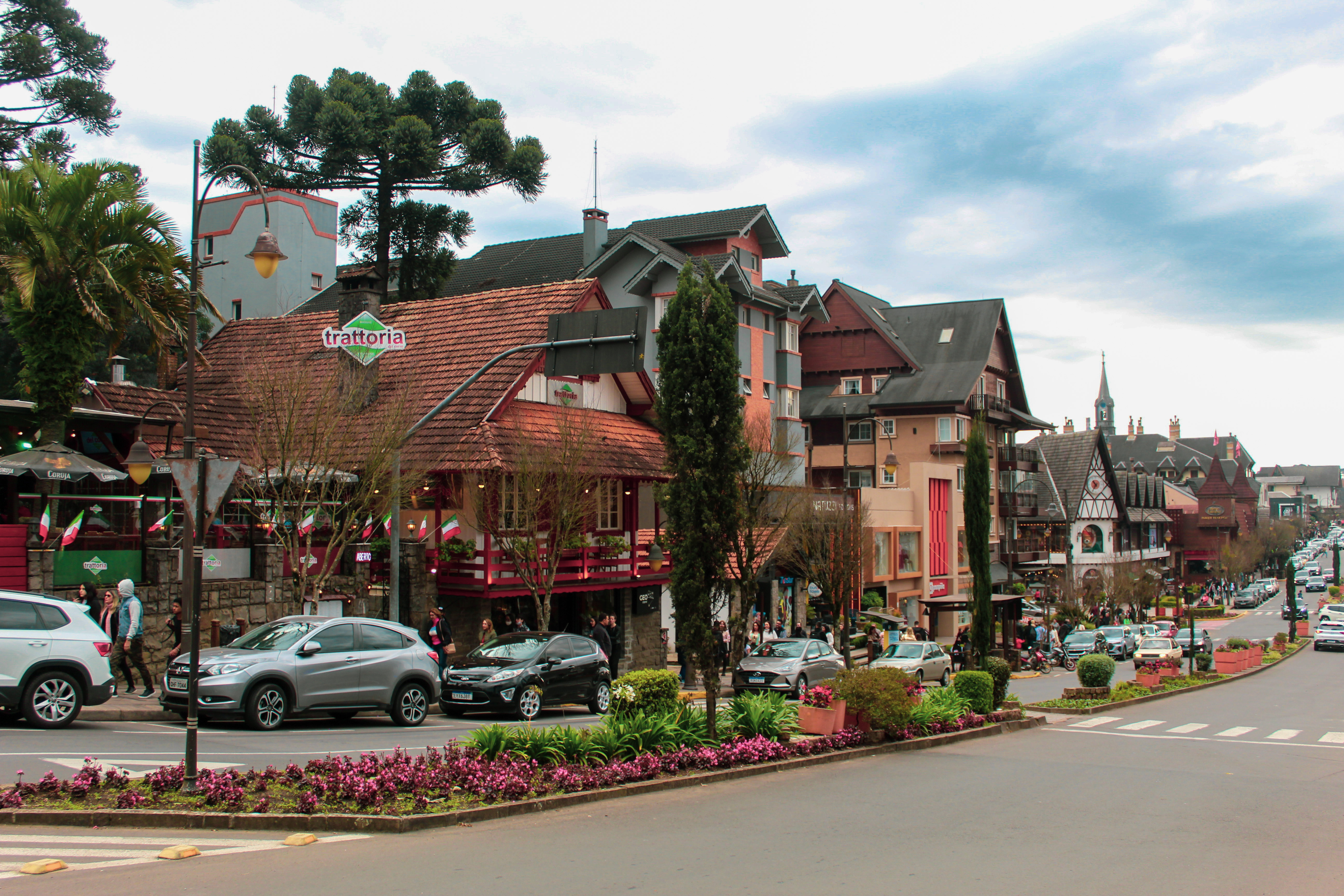
Gramado.

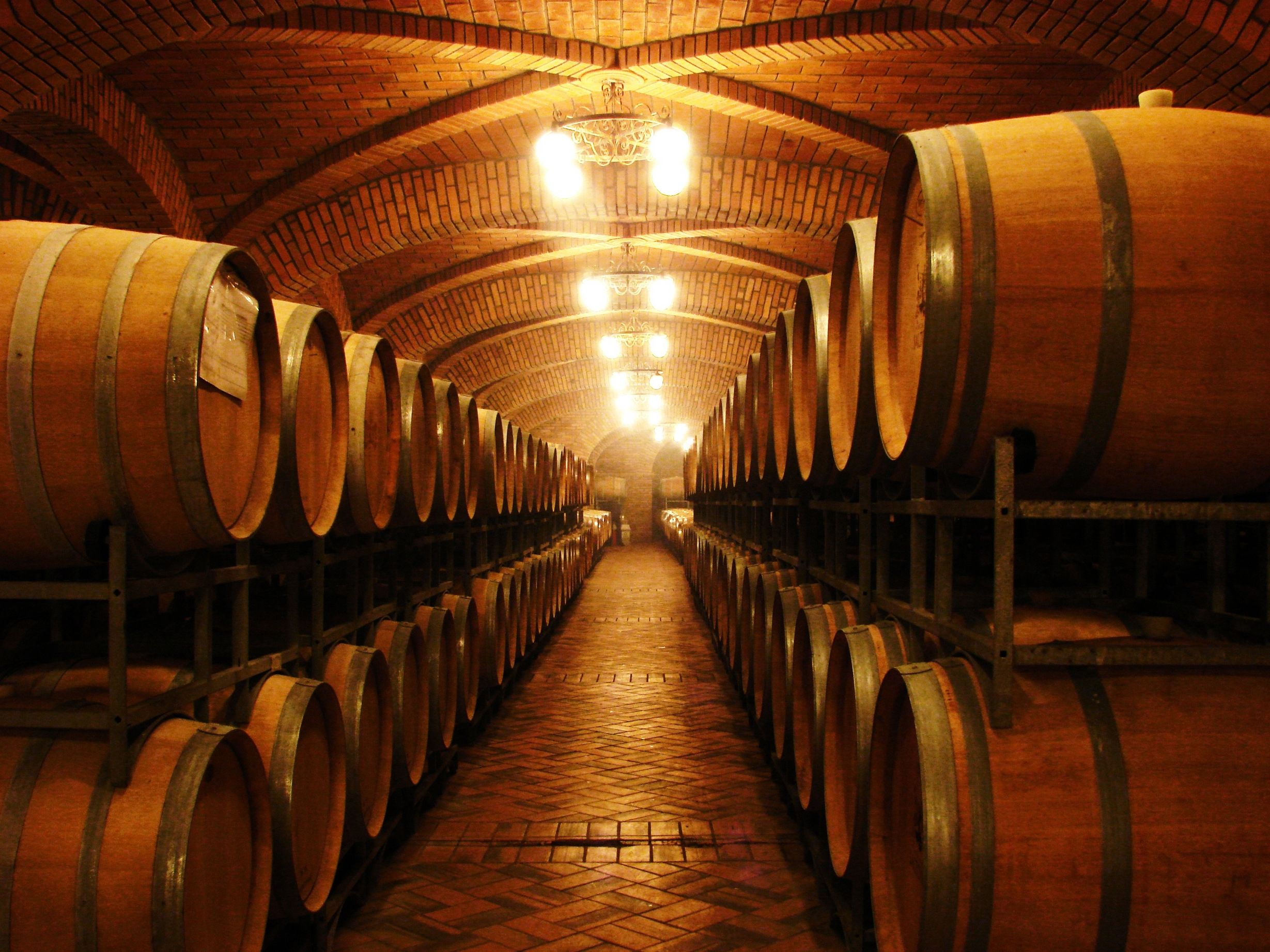
Enoturismo in Bento Gonçalves.

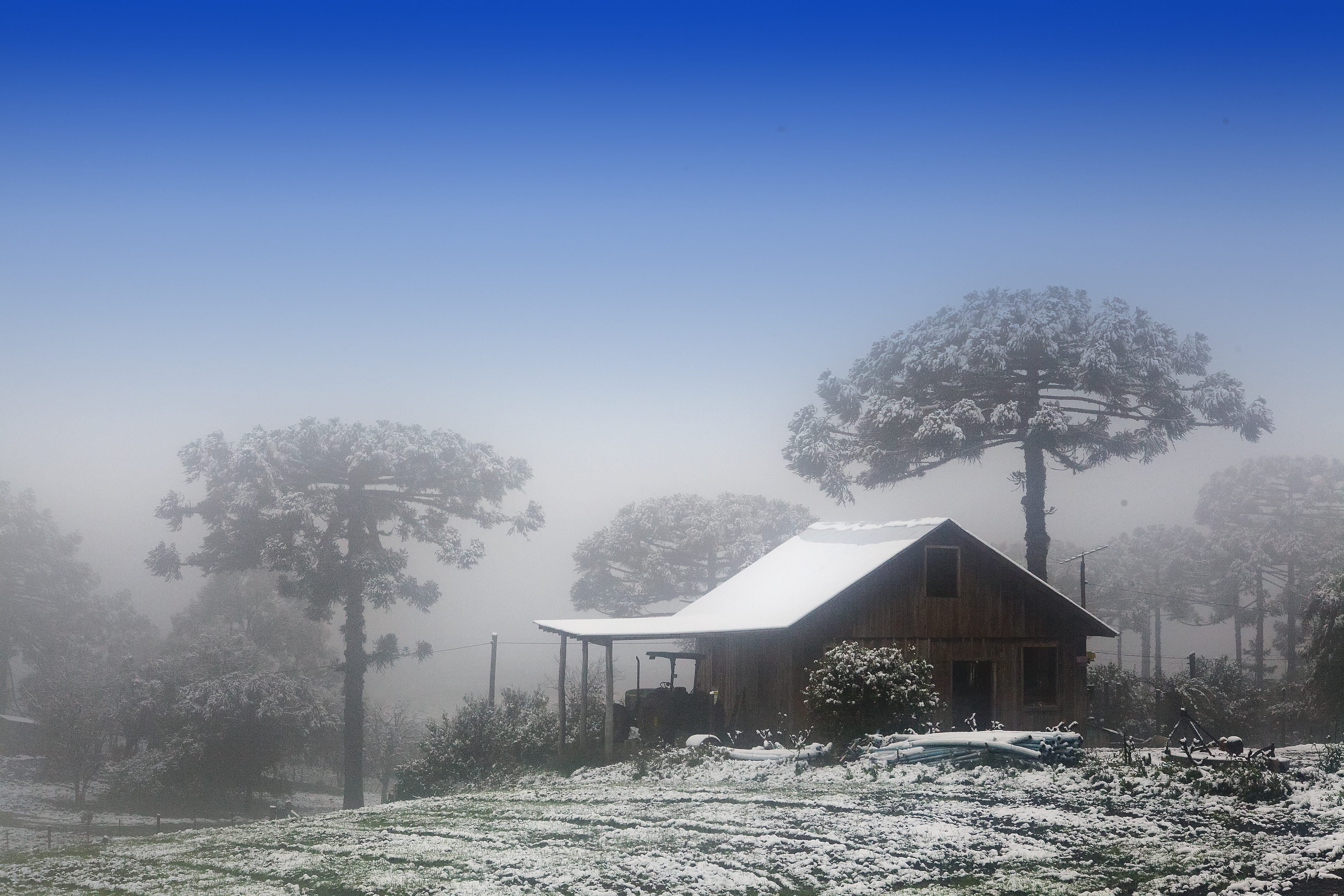
Neve di Caxias do Sul.

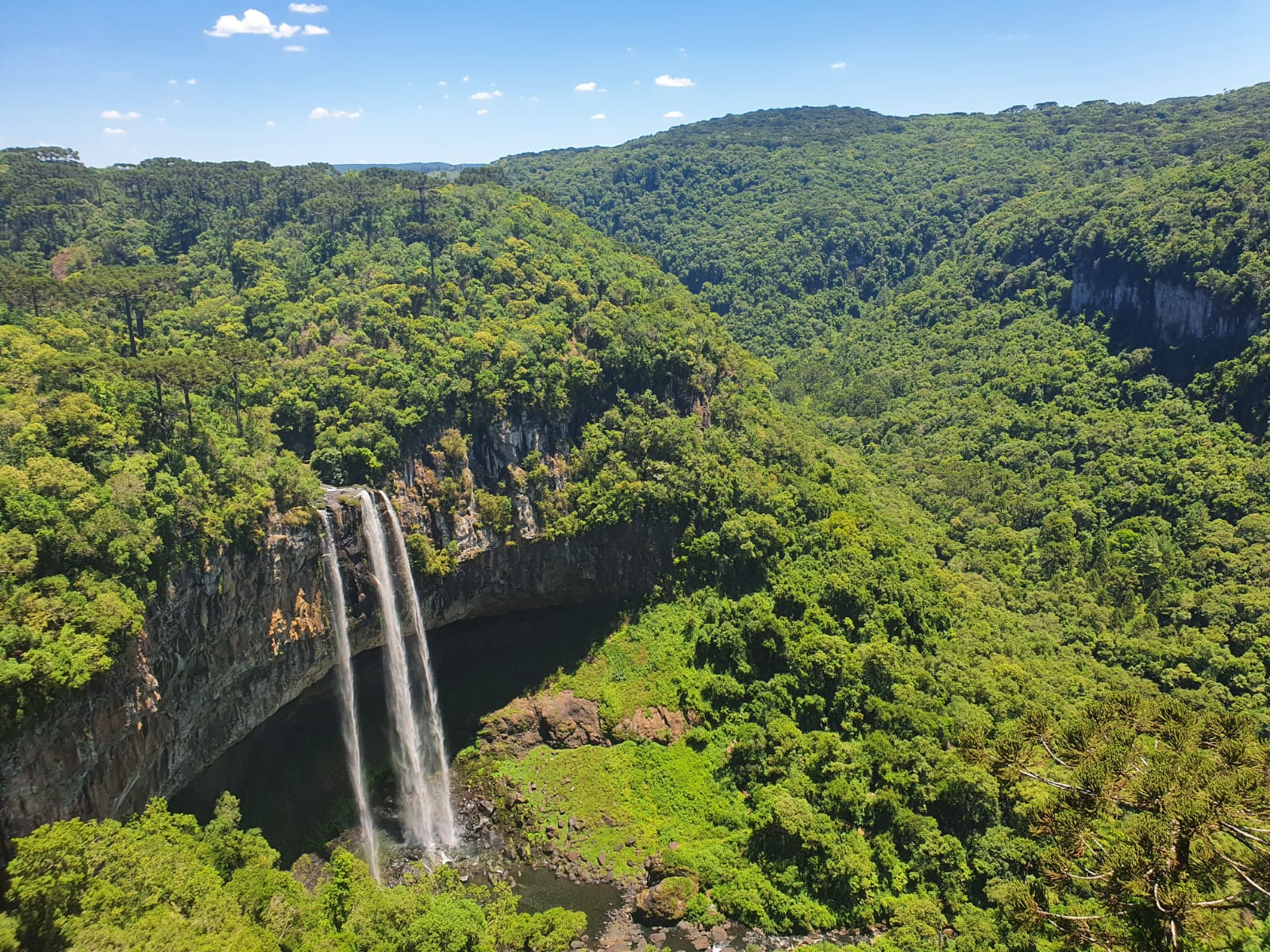
Cascata di Caracol in Canela.

Il turismo di fascia alta è molto forte nelle città tedesche di Gramado (4ª città più visitata del paese in termini di turismo interno) e nella vicina Canela; il clima freddo, la gastronomia e le numerose strutture per il tempo libero sono tra le sue attrazioni per il turismo interno. Il turismo è importante anche nelle regioni vinicole dello stato, principalmente Caxias do Sul e Bento Gonçalves. Lo stato ospita anche la storica São Miguel das Missões, le rovine di una missione dei gesuiti del XVIII secolo. Lo Stato del Rio Grande do Sul e le sue città hanno sviluppato una serie di percorsi panoramici per attirare i turisti. La Strada Romantica è un popolare tour panoramico che mette in mostra la diversità della cultura germanica nelle regioni montuose dello stato conosciute come Serra Gaúcha. Puoi visitare le colonie italiane dello stato lungo i Caminhos da Colônia, visitare la regione vinicola lungo la Strada del Vino e dell'Uva e visitare una sottosezione della Strada Romantica chiamata Regione delle Ortensie, una regione piena di ortensie blu ogni primavera.
La Vale do Paranhana, in comuni come Igrejinha, Parobé, Taquara, Riozinho, Rolante e Três Coroas, offre attività all'aria aperta come l'escursionismo ad attività estreme nel mezzo della Foresta Atlantica, come la canoa nei fiumi.
La costa gaucho ha anche alcune località balneari molto visitate, come Torres, Capão da Canoa e Terra de Areia.

## Infrastrutture e trasporti

### Strade

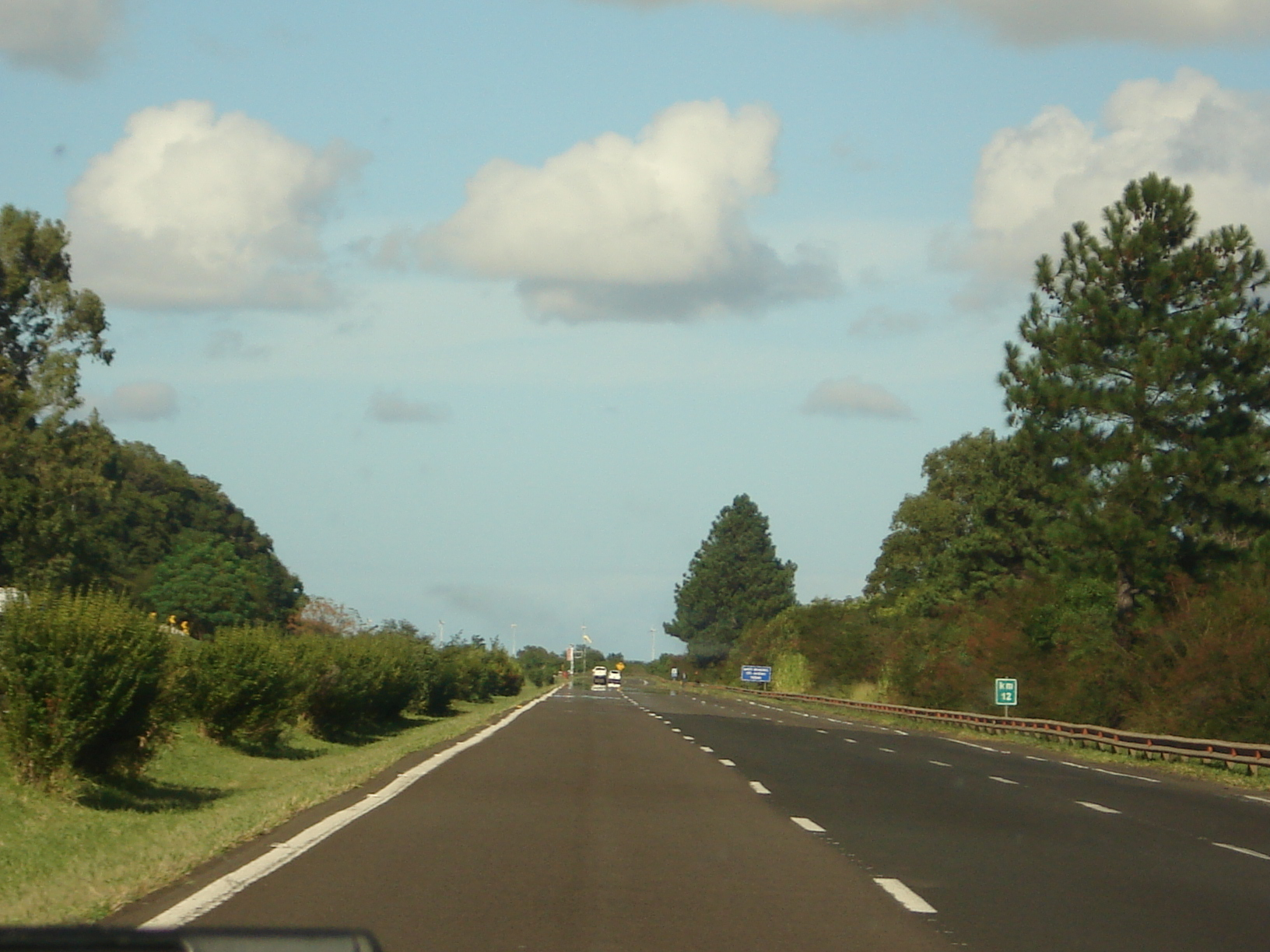
BR-290 vicino a Porto Alegre, con 3 corsie in ciascuna direzione. Tratto noto come Freeway

Nel giugno 2022, il Rio Grande do Sul disponeva di 153.960 km di strade (sotto la giurisdizione nazionale, statale o municipale), di cui 13.056 km asfaltati e, di questi, 638 km erano autostrade. Le strade principali sono: BR-101, BR-116, BR-153, BR-158, BR-163, BR-285, BR-287, BR-290, BR-293, BR-386, BR-392 e BR-471. Dopo decenni di scarsi investimenti da parte dei governi successivi dello stato del Rio Grande do Sul, attualmente ha una delle reti stradali più deboli nella metà meridionale del paese: nel 2020 c'erano ancora 54 città senza accesso asfaltato (São Paulo, Rio de Janeiro, Santa Catarina e Mato Grosso do Sul avevano allo stesso tempo il 100% delle città con accesso asfaltato, Paraná e Minas Gerais ne avevano quasi il 100%). Lo Stato ha anche poche autostrade duplicate, la maggior parte alla periferia della capitale Porto Alegre, la maggior parte delle quali appartiene al governo federale; Nonostante il gran numero di autostrade statali, il governo statale ha fatto poco in questo campo. La situazione ha iniziato a cambiare solo nel 2019, quando lo Stato ha realizzato un piano di ripresa economica e finanziaria e avviato un programma specifico volto al recupero e all'evoluzione della rete stradale statale. Quest'anno 62 comuni non avevano ancora accesso all'asfalto: il progetto doveva arrivare nel 2023 con 22 comuni senza accesso. Le concessioni autostradali detenute dal Rio Grande do Sul, come BR-287 e BR-386, fatte contemporaneamente, mirano a raddoppiare le porzioni concesse di queste autostrade entro il 2035. Attualmente, 211 km della BR-116 tra Guaíba e Pelotas vengono duplicati e nel 2021 ci saranno già a 131 km duplicato.

### Porti

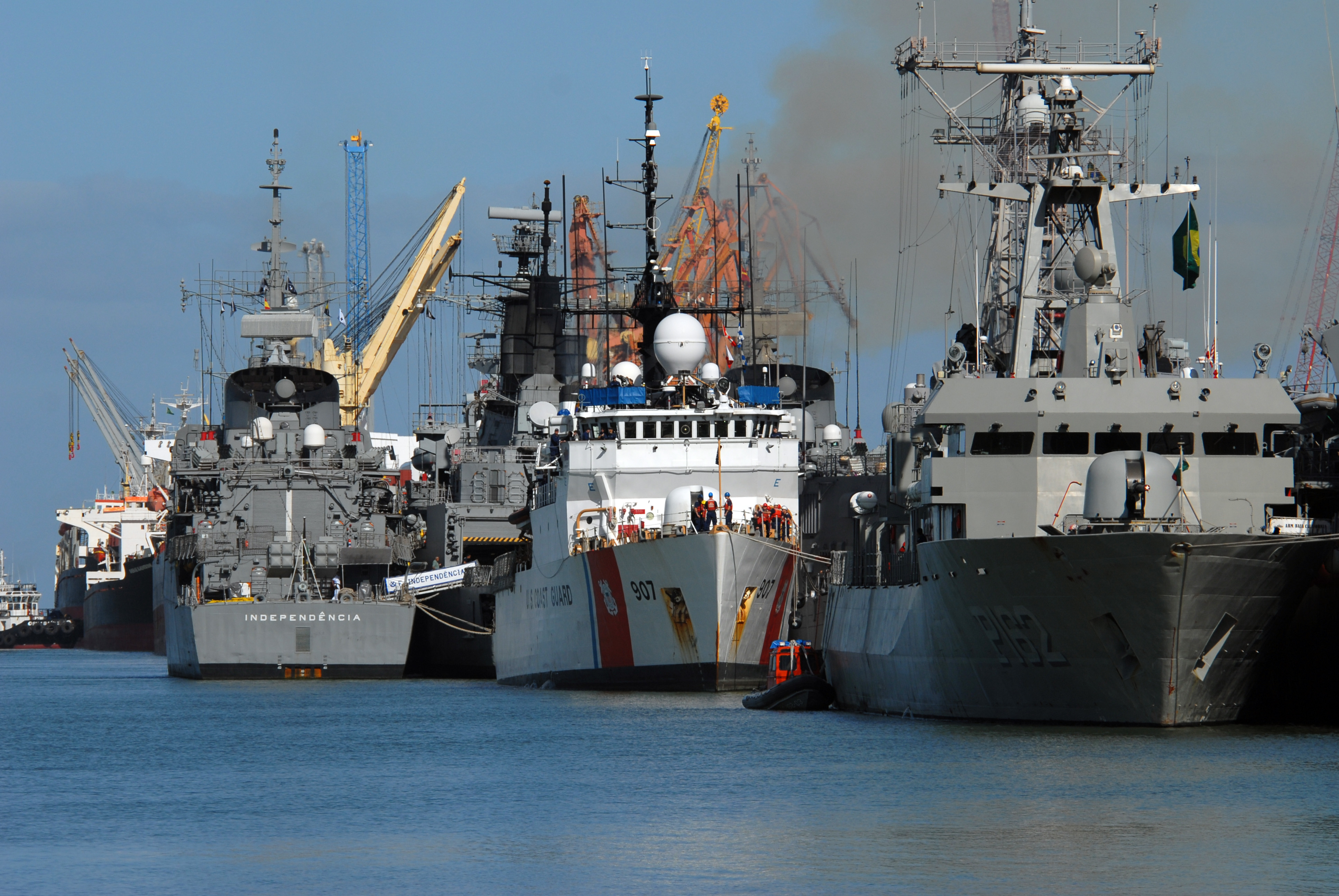
Porto di Rio Grande.

Il Porto di Rio Grande è di grande importanza per il Mercosur, e anche il principale punto di multimodalità nello stato, poiché fa concentrare parte del sistema stradale e ferroviario nel Porto di Rio Grande. I porti principali sono: Porto di Rio Grande, Porto di Porto Alegre, Porto di Pelotas e Porto di Estrela. I terminal portuali di Rio Grande, Porto Alegre e Pelotas hanno movimentato, nel 2021, 47,6 milioni di tonnellate di merci, 45,18 milioni nel solo porto di Rio Grande.

### Aeroporti internazionali

#### Porto Alegre

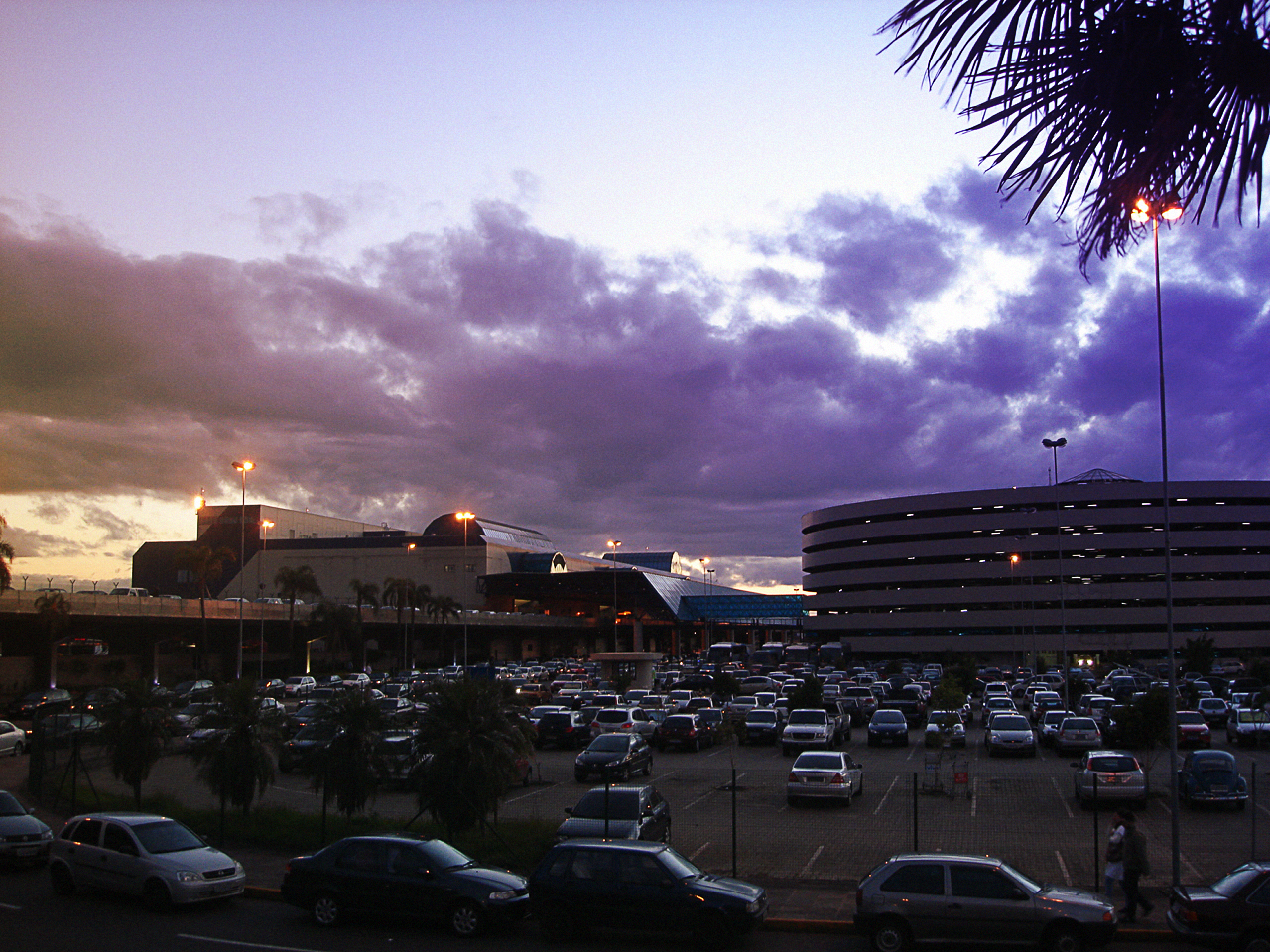
Tramonto all'Aeroporto di Porto Alegre-Salgado Filho.

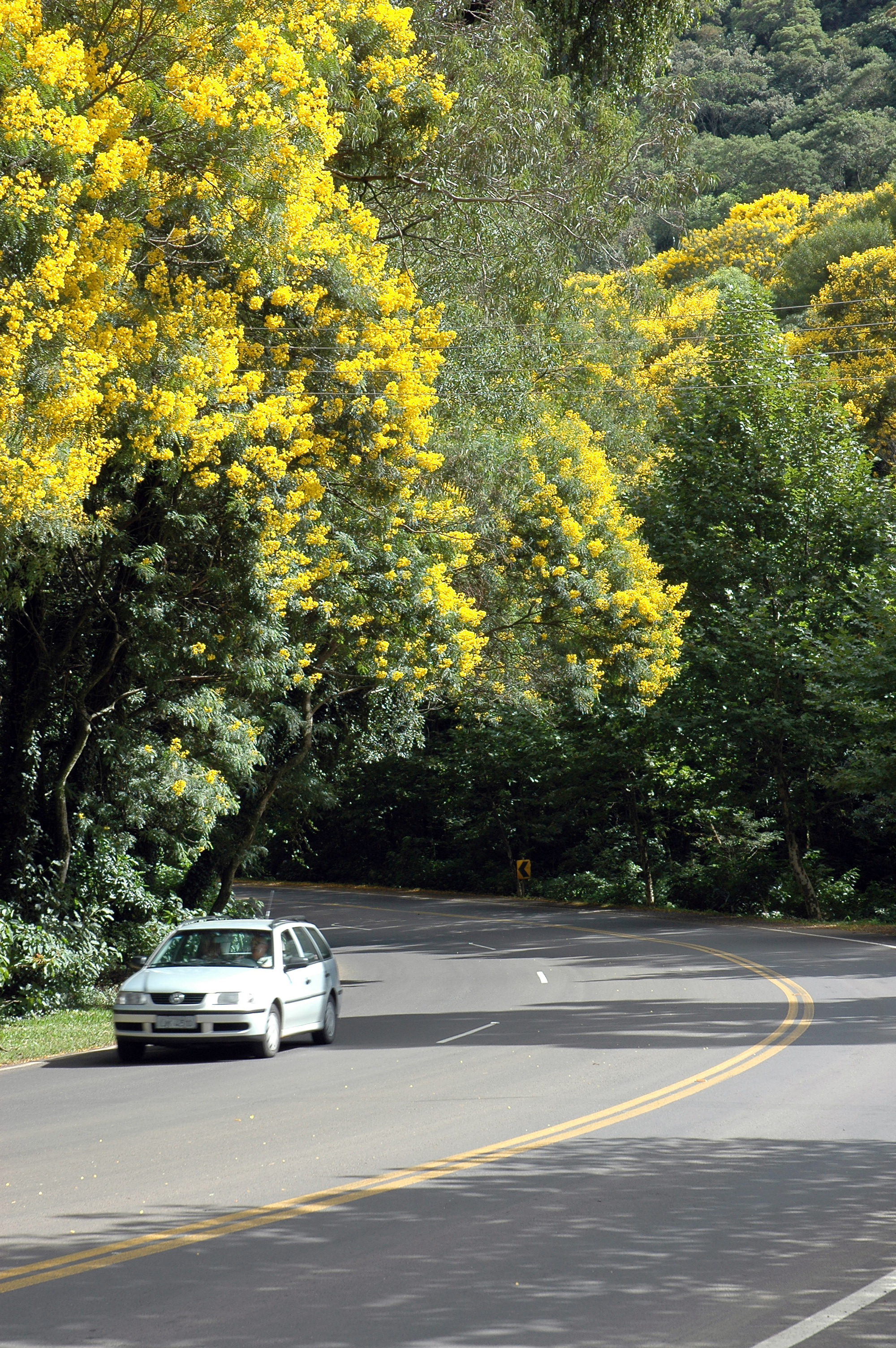
Autostrada BR-116 in Ivoti.

Con 37,6 mila metri quadrati di superficie costruita e quattro livelli, il terminal passeggeri Aeroporto di Porto Alegre-Salgado Filho può ricevere 28 grandi aerei contemporaneamente. Il terminal dispone di 32 banchi per il check-in, dieci ponti di imbarco, nove ascensori e dieci scale mobili. Dispone di un centro di controllo del movimento degli aeromobili completamente automatizzato e gli spazi principali sono climatizzati. La piattaforma, rivestita in cemento armato precompresso, può servire jumbo jet come il Boeing 747-400. La struttura del garage si sviluppa su otto livelli, 44mila mq e 1.440 posti auto. Un altro terminal, con 15.000 metri quadrati e una capacità di 1,5 milioni di passeggeri all'anno, serve l'aviazione generale, esecutiva e di terzo livello (aeromobili convenzionali a pistoni e turboelica).
L'aeroporto di Porto Alegre è stato il primo aeroporto gestito da Infraero ad avere il check-in integrato. Questo servizio offre flessibilità nell'uso delle strutture e dei terminali, consentendo ai vettori di accedere ai propri data center tramite computer ad uso condiviso da qualsiasi postazione check-in. Ciò rende molto più facile allocare lo spazio sul bancone in base alle fluttuazioni della domanda, riducendo lo spazio inattivo. L'area Aeroshopping –centro commerciale e ricreativo – è attiva 24 ore su 24 con negozi, servizi, food court e un cinema triplex, il primo ad essere installato in un aeroporto brasiliano.
L'aeroporto internazionale di Salgado Filho dispone anche di un terminal per le merci aviotrasportate, costruito nel 1974, con un'area di 9.500 mila metri quadrati e la capacità di gestire 1.500 tonnellate di merci in esportazione e 900 tonnellate di importazioni ogni mese.
Il movimento medio giornaliero (arrivi e partenze) è di 174 aeromobili, su rotte di linea che collegano direttamente o indirettamente Porto Alegre con tutte le altre grandi città del Paese, nonché con le città minori dell'interno degli stati della Regione Sud e San Paolo. Ci sono anche voli internazionali con collegamenti diretti con le città del Cono Sud.

#### Pelotas
Il Aeroporto Internazionale Pelotas è comunemente utilizzato dall'Força Aérea Brasileira come ultima tappa in Brasile sui suoi voli per la Base Antartica Brasiliana.

#### Bagé
Il Aeroporto Comandante Gustavo Kraemer ha aperto i battenti il 5 luglio 1946. Questo aeroporto è stato gestito da Infraero il 27 ottobre 1980. Si trova nella periferia rurale di Bagé, a 60 km dal confine con Uruguay e 380 km (236 mi) da Porto Alegre. Il Comandante Gustavo Kraemer Airport non opera con regolari voli commerciali. Ci sono due voli giornalieri che trasportano borse bancarie, oltre a servizi di aerotaxi e jet esecutivo. La maggior parte degli utenti dell'aeroporto sono uomini d'affari della parte centrale del Brasile che hanno interessi nella regione nell'allevamento di cavalli purosangue inglesi e arabi, allevamento di bovini, frutticoltura, vinificazione, pasta di legno e produzione di energia.

#### Uruguaiana
Situato al confine con Argentina (attraverso il fiume Uruguay dalla città argentina di Paso de los Libres), Uruguaiana è considerato il principale porto interno dell'America Latina, grazie alla sua strategia di posizione con i paesi del Mercosur. Il Aeroporto Internazionale Rubem Berta, invece, ha un solo volo, della Azul Linhas Aéreas, per Porto Alegre, situazione che Infraero intende cambiare, come confermato durante una visita ufficiale al aeroporto a dicembre dal 2004.
Con oltre 700 mila metri quadrati di superficie edificata, è il più grande aeroporto all'interno dello stato del Rio Grande do Sul.

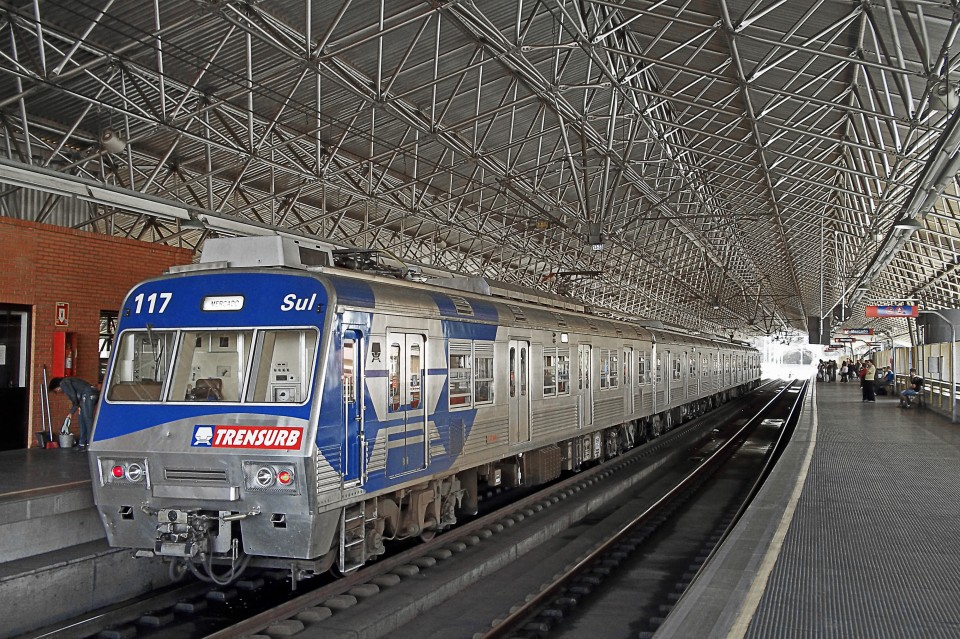
Sistema Metropolitano della Grande Porto Alegre, in San Leopoldo

Ci sono due autostrade, BR-290 e BR-472, che passano vicino all'aeroporto, così come una ferrovia a circa 2.500 metri dal terminal. Situato a 9 km dal centro cittadino, questo aeroporto si trova a un'altezza di 78 metri e la temperatura media annuale è di 20 °C, con una grande variazione dall'estate all'inverno.
Situato a 630 km dalla capitale dello stato (Porto Alegre), Uruguaiana è stata fondata il 29 maggio 1746 e ha una popolazione attuale di 126.936. L'agricoltura e l'allevamento sono le principali attività economiche della regione, che conta 1.509 fattorie rustiche.

### Aeroporti nazionali

#### Caxias do Sul
L'Aeroporto di Caxias do Sul (CXJ/SBCX) serve una vasta regione di importanti comuni economici e turistici nelle vicinanze di Caxias do Sul, per un totale di 34 comuni in questa zona della "Serra Gaúcha". Si trova a un'altitudine di 754 m (2.474 piedi) e ha una pista in cemento (15/33) con una lunghezza di 2.000 m (6.562 piedi) sebbene solo 1.650 m siano utilizzabili se atterri sulla pista 15 È servito quotidianamente da le compagnie aeree GOL e Azul che collegano Caxias do Sul con San Paolo. È dotato di un ausilio per l'approccio visivo VASIS ed è anche certificato per gli approcci IFR.

### Energia

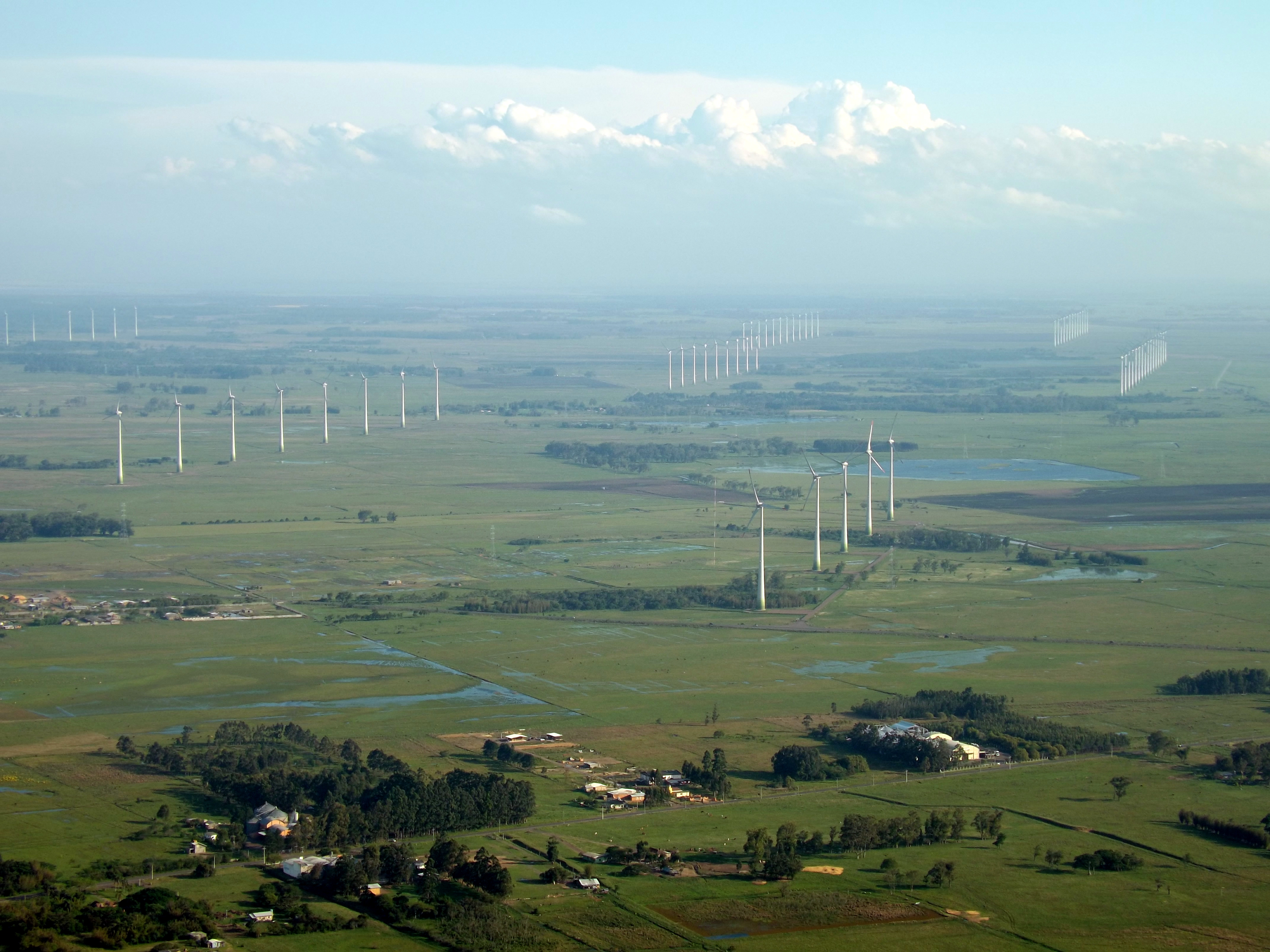
Parco eolico di Osorio, il più grande parco eolico dell'America Latina.

Nel 2021, il Rio Grande do Sul aveva circa 7,2 GW di potenza elettrica installata, un numero relativamente basso rispetto al totale del Paese, che all'epoca era di circa 170 GW. Del totale, l'80,6% proveniva da fonti rinnovabili: il 49% corrispondeva a impianti idroelettrici, il 19,5% all'eolico e l'8,2% al solare fotovoltaico. Lo stato ha un alto potenziale per l'installazione di energia eolica a causa del fatto che la velocità media del vento è una delle più alte del paese. Sono attualmente in corso diversi nuovi progetti di parchi eolici, oltre agli investimenti nelle linee di trasmissione dell'energia dello Stato, che sono stati limitati. La maggior parte dei progetti di energia eolica offshore (al mare) in Brasile, nel 2021, erano nel Rio Grande do Sul, con installazione prevista per il 2030.
Nel marzo 2022, Rio Grande do Sul è stato il terzo stato brasiliano con il maggior numero di energia solare installata nella modalità di microgenerazione distribuita individuale.
La produzione di carbone in Brasile è stata di 13,6 milioni di tonnellate nel 2007. Santa Catarina ha prodotto 8,7 Mt (milioni di tonnellate); Rio Grande do Sul, 4,5 Mt; e Paraná, 0,4 Mt. Il Brasile ha riserve di torba, lignite e carbone. Il carbone ammonta a 32 miliardi di tonnellate di riserve e si trova principalmente nel Rio Grande do Sul (89,25% del totale). Solo il deposito di Candiota (nel Rio Grande do Sul) possiede il 38% di tutto il carbone nazionale. Essendo un carbone di qualità inferiore, viene utilizzato solo nella generazione di energia termoelettrica e nel sito del giacimento. La crisi petrolifera degli anni '70 ha portato il governo brasiliano a creare il Piano di mobilitazione energetica, con un'intensa ricerca per scoprire nuove riserve di carbone. Il Servizio geologico del Brasile, attraverso il lavoro svolto nel Rio Grande do Sul e Santa Catarina, ha notevolmente aumentato le riserve di carbone precedentemente conosciute tra il 1970 e il 1986 (principalmente tra il 1978 e il 1983). In diversi giacimenti nel Rio Grande do Sul (Morungava, Chico Lomã, Santa Teresinha) è stato scoperto carbone di buona qualità, adatto per l'uso in metallurgia e in grande volume (sette miliardi di tonnellate), ma a profondità relativamente grandi (fino a 1.200 m), che finora ne ha reso difficile l'utilizzo. Nel 2011 il carbone rappresentava solo il 5,6% dell'energia consumata in Brasile, ma è un'importante fonte strategica, che può essere attivata quando, ad esempio, i livelli dell'acqua nelle dighe sono molto bassi, riducendo eccessivamente la fornitura di energia idroelettrica.

## Sport

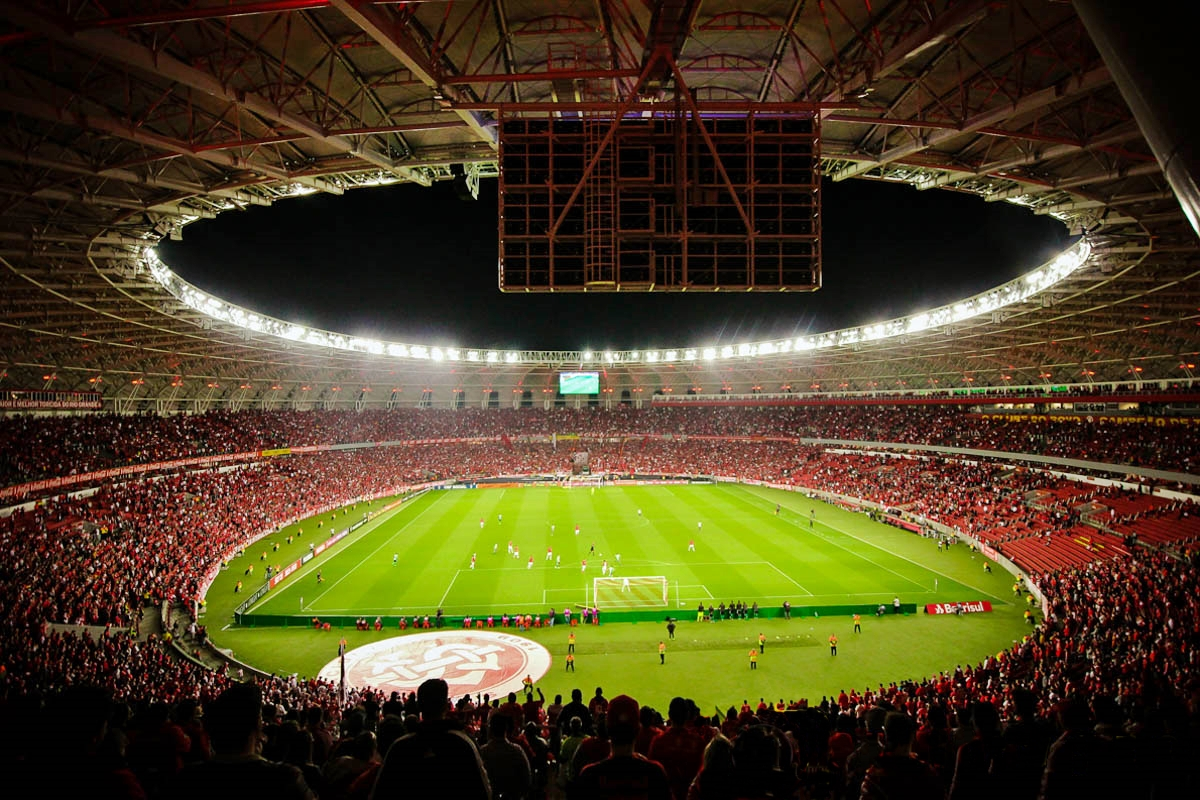
Stadio Beira-Rio, uno dei seggi della Coppa del Mondo FIFA 2014.

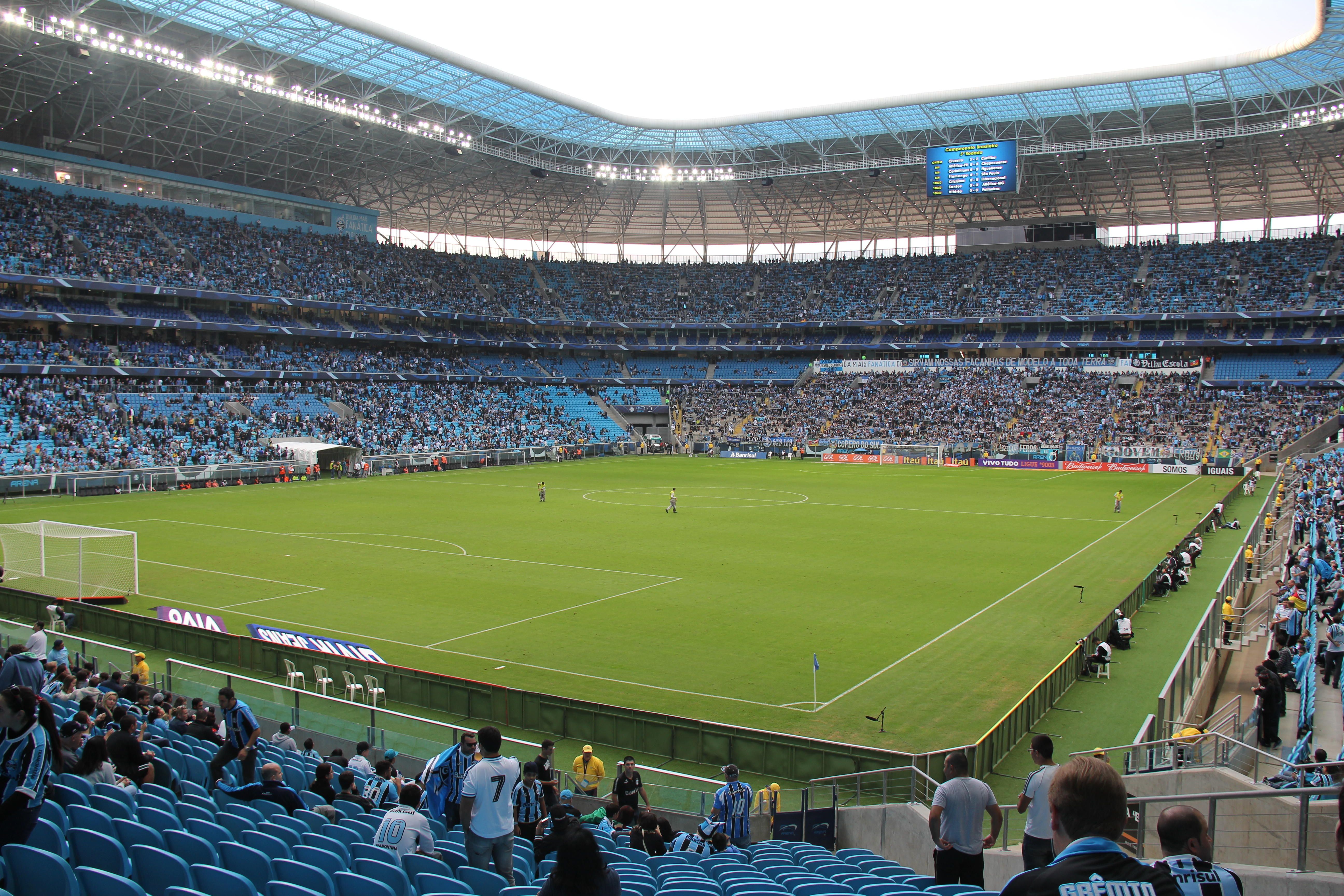
Arena do Grêmio.

Il Rio Grande do Sul conta attualmente con sette squadre di calcio appartenenti alle divisioni del Campionato di calcio brasiliano: Internacional, Grêmio, Juventude, Caxias, Brasil de Pelotas; Lajeadense e Ypiranga. Lo Sport Club Rio Grande, nel comune di Rio Grande, è il più antico del Brasile e attualmente gioca nella Campeonato Gaúcho de Segunda División.
Il Rio Grande do Sul è anche un riferimento nazionale e mondiale nel futsal, con squadre come Inter/Ulbra a Porto Alegre, ACBF a Carlos Barbosa, Atlântico a Erechim, Ulbra a Canoas, Assoeva a Venâncio Aires y Enxuta a Caxias do Sul. Il comune di Carlos Barbosa è considerato la capitale del futsal in Brasile.
Nello stato sono nati i seguenti medagliati olimpici: Mayra Aguiar e Daniel Cargnin (judo); Fernando Scheffer (nuoto); André Johannpeter (equestre); André Heller, Gustavo Endres, Murilo Endres, Renan Dal Zotto, Paulão, Fernanda Garay, Carol Albuquerque, Éder, Janelson, Jorge Édson, Lucão, Marcus Vinícius y Thiago Alves (pallavolo). Anche dallo stato è Thomaz Koch, considerato uno dei migliori tennisti nella storia del Brasile e Henrique Mecking, considerato il miglior scacchista brasiliano di tutti i tempi, diventato il 3° miglior giocatore al mondo; oltre a medagliati ai campionati del mondo come Babi e Deonise nella pallamano, João Derly e Maria Portela nel judo, Daiane dos Santos nella ginnastica artistica e Samuel de Bona nella maratona acquatica.

### Città

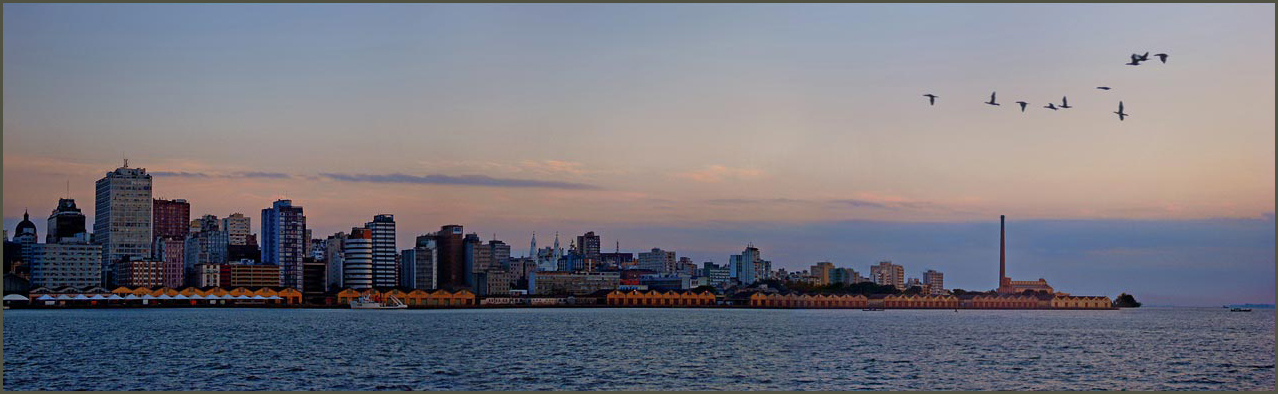
Porto Alegre

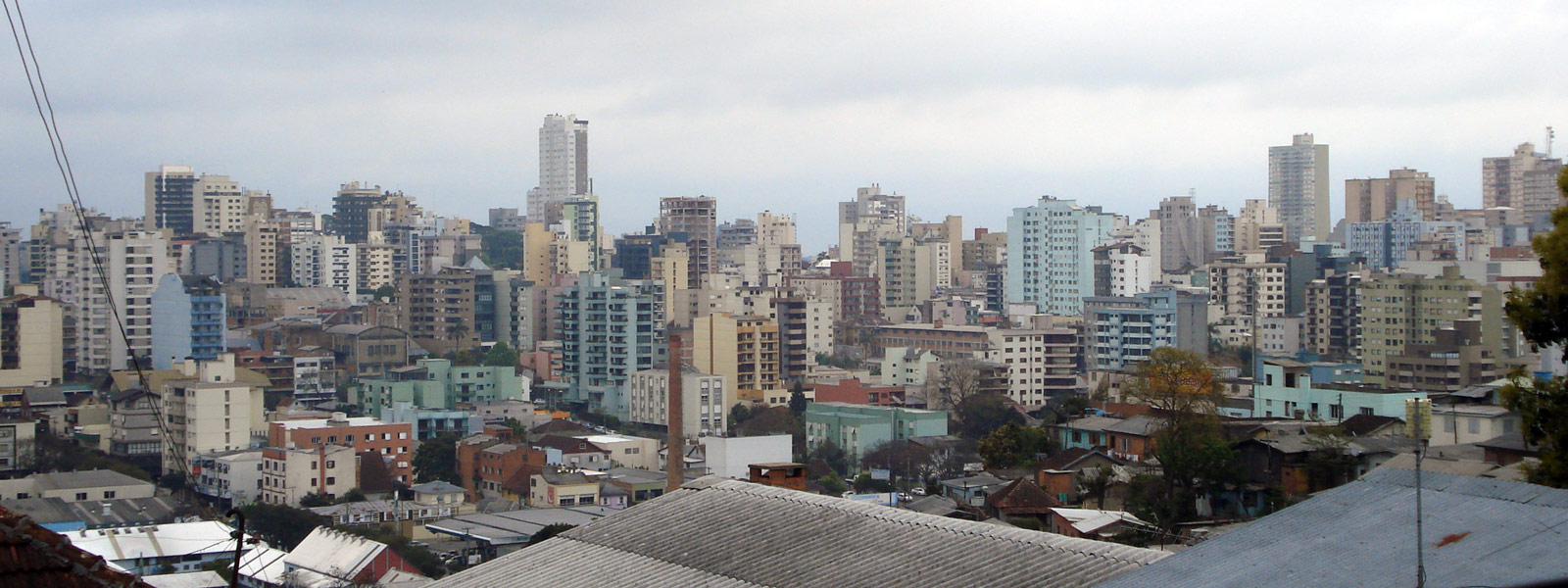
Caxias do Sul

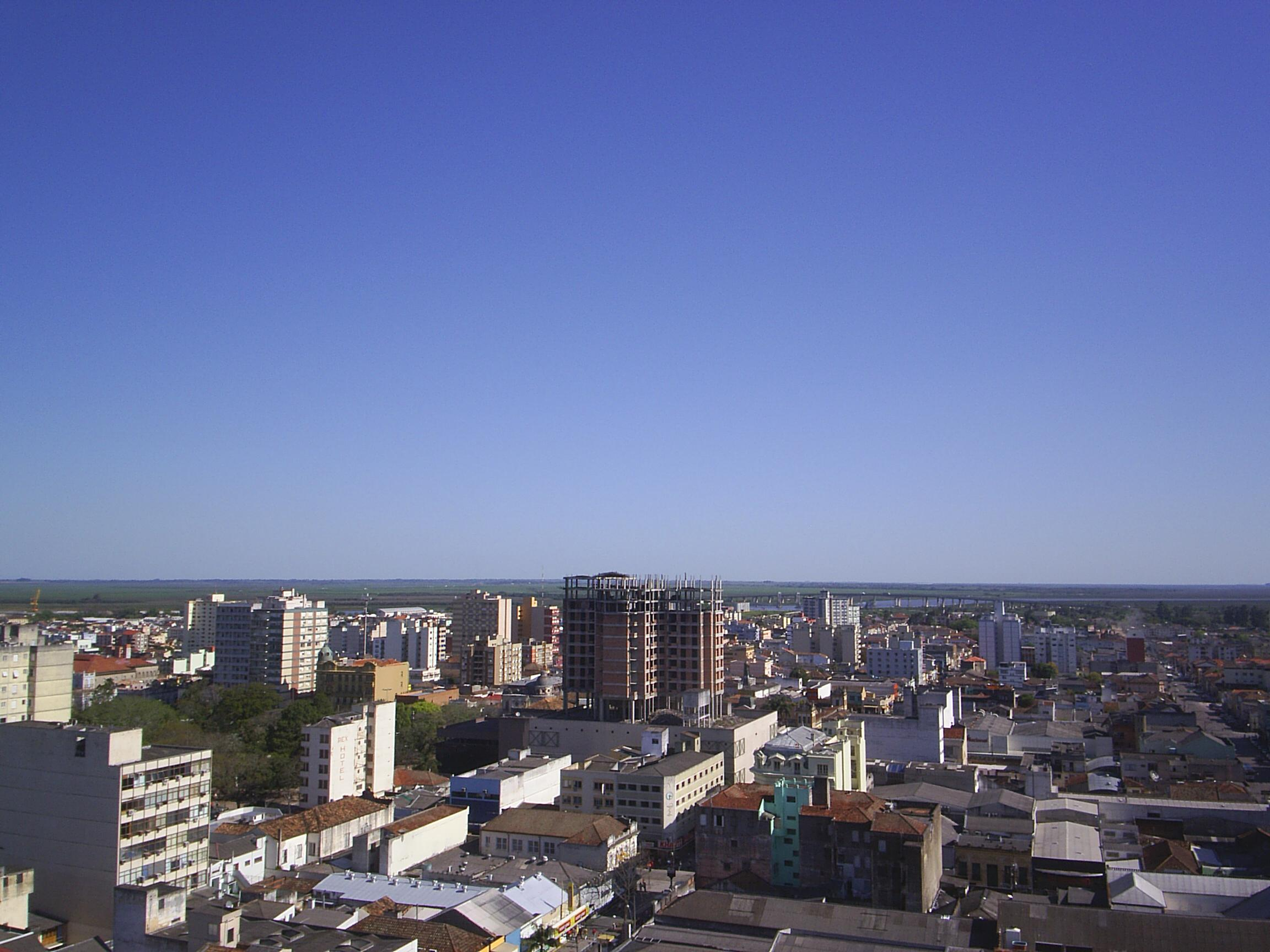
Pelotas

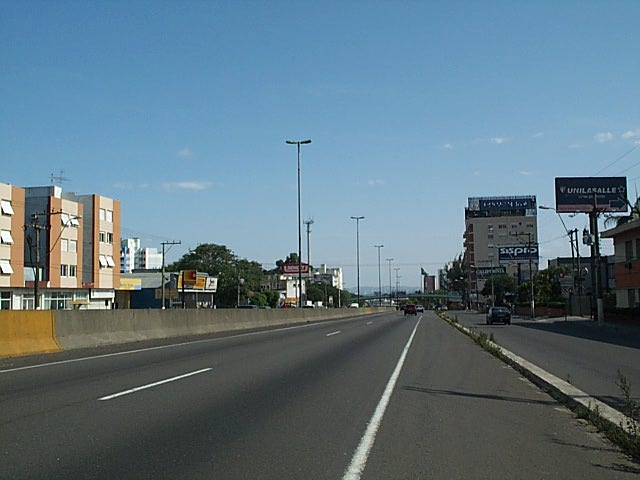
Canoas

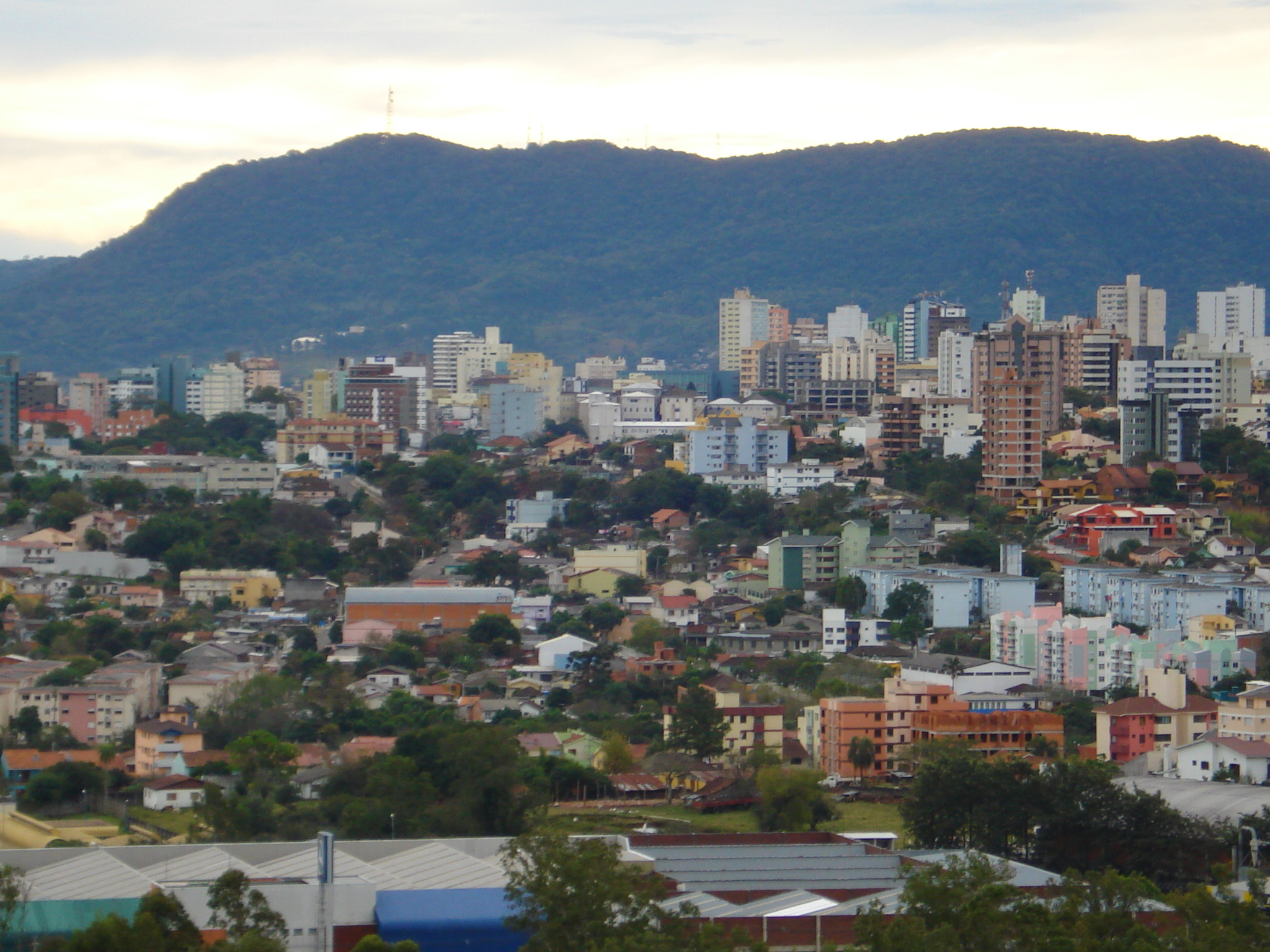
Santa Maria

| Le città più grandi del Rio Grande do Sul (Censimento 2011 dell'Instituto Brasileiro de Geografia e Estatística) |                   |                                |            |                  |                     |
| N. | Città             | Mesoregioni                    | Abitanti   | Superficie (km²) | Microregione        |
| N. | Città             | Mesoregioni                    | Cens. 2011 | Superficie (km²) | Microregione        |
| 1. | Porto Alegre      | Porto Alegre                   | 1 413 094  |                  | Porto Alegre        |
| 2. | Caxias do Sul     | Nordeste Rio-Grandense         | 441 332    |                  | Caxias do Sul       |
| 3. | Pelotas           | Sudeste Rio-Grandense          | 328 864    |                  | Pelotas             |
| 4. | Canoas            | Porto Alegre                   | 325 188    |                  | Porto Alegre        |
| 5. | Santa Maria       | Centro Ocidental Rio-Grandense | 262 368    |                  | Santa Maria         |
| 6. | Gravataí          | Porto Alegre                   | 257 428    |                  | Porto Alegre        |
| 7. | Viamão            | Porto Alegre                   | 240 302    |                  | Porto Alegre        |
| 8. | Novo Hamburgo     | Porto Alegre                   | 239 151    |                  | Porto Alegre        |
| 9. | São Leopoldo      | Porto Alegre                   | 215 664    |                  | Porto Alegre        |
| 10. | Rio Grande        | Sudeste Rio-Grandense          | 198 048    |                  | Litoral Lagunar     |
| 11. | Alvorada          | Porto Alegre                   | 196 571    |                  | Porto Alegre        |
| 12. | Passo Fundo       | Noroeste Rio-Grandense         | 186 082    | 783,421          | Passo Fundo         |
| 13. | Sapucaia do Sul   | Porto Alegre                   | 131 587    | 58,309           | Porto Alegre        |
| 14. | Uruguaiana        | Sudoeste Rio-Grandense         | 125 320    | 5 715,763        | Campanha Ocidental  |
| 15. | Santa Cruz do Sul | Centro Oriental Rio-Grandense  | 119 199    | 733,409          | Santa Cruz do Sul   |
| 16. | Cachoeirinha      | Porto Alegre                   | 119 100    | 44,018           | Porto Alegre        |
| 17. | Bagé              | Sudoeste Rio-Grandense         | 116 944    | 4 095,534        | Campanha Meridional |
| 18. | Bento Gonçalves   | Nordeste Rio-Grandense         | 108 490    | 274,070          | Caxias do Sul       |
| 19. | Erechim           | Noroeste Rio-Grandense         | 96 756     | 430,668          | Erechim             |
| 20. | Guaíba            | Porto Alegre                   | 95 273     | 376,947          | Porto Alegre        |

### Fiumi
- Rio Negro
- Uruguay
- Rio Ibicuí
- Rio Jacuí
- Rio Jaguarão
- Rio Jujuí
- Rio Pelotas
- Rio Quaraí
- Rio Das Antas

## Galleria d'immagini

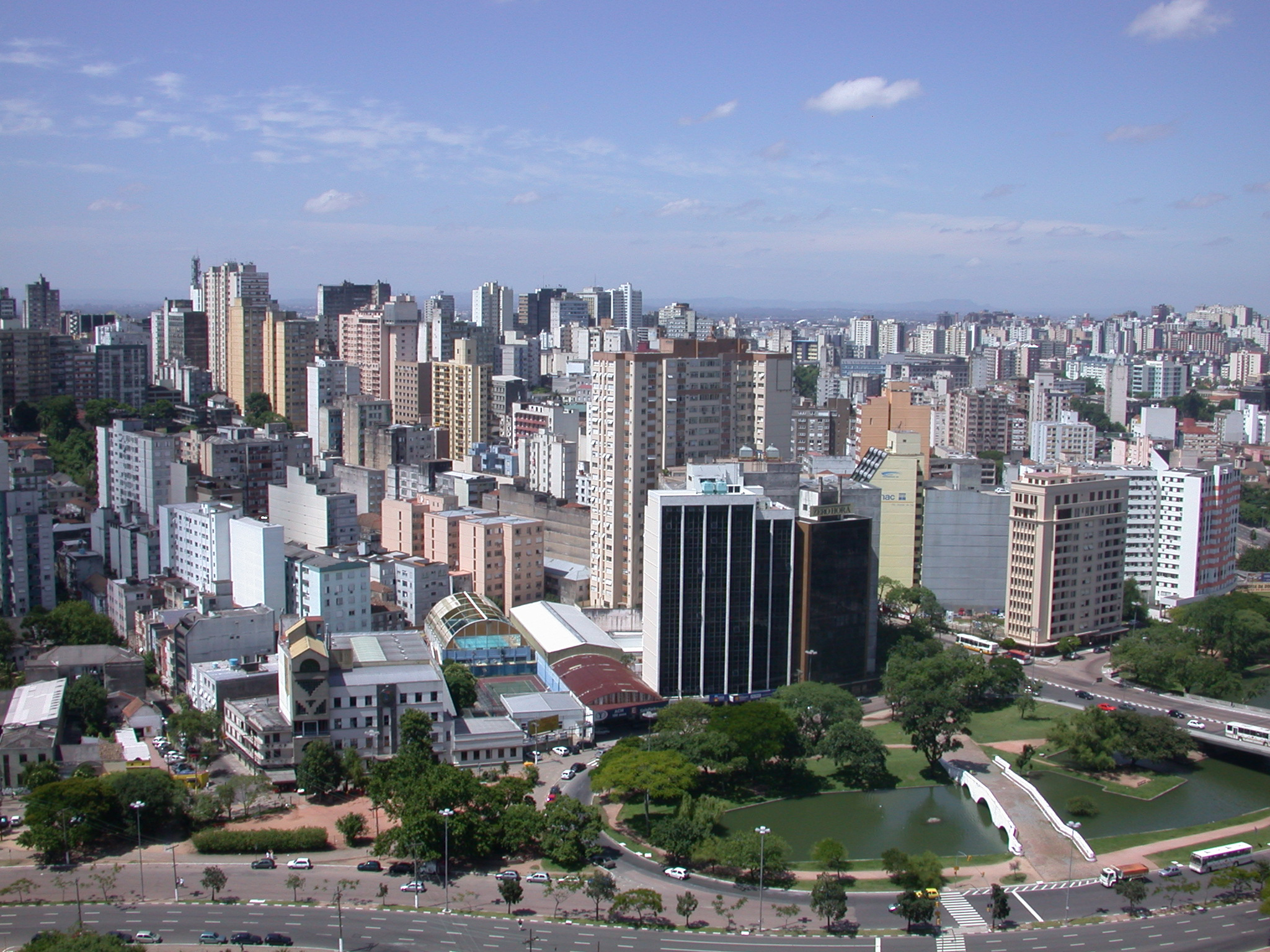
Porto Alegre, il capoluogo dello Stato
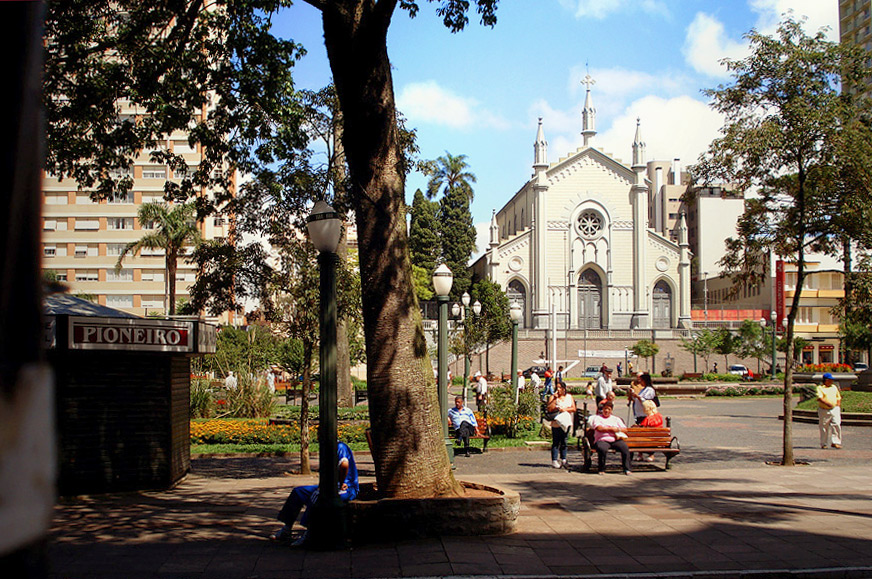
Caxias do Sul, fondata da immigrati veneti
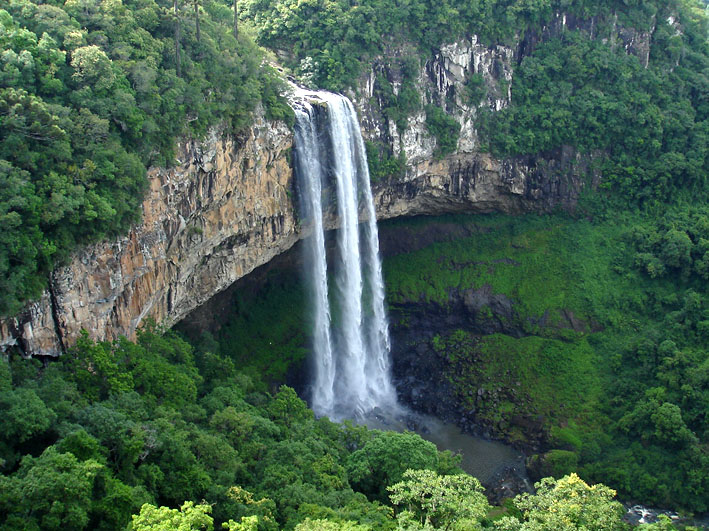
La Cascata do Caracól nella Serra Gaúcha
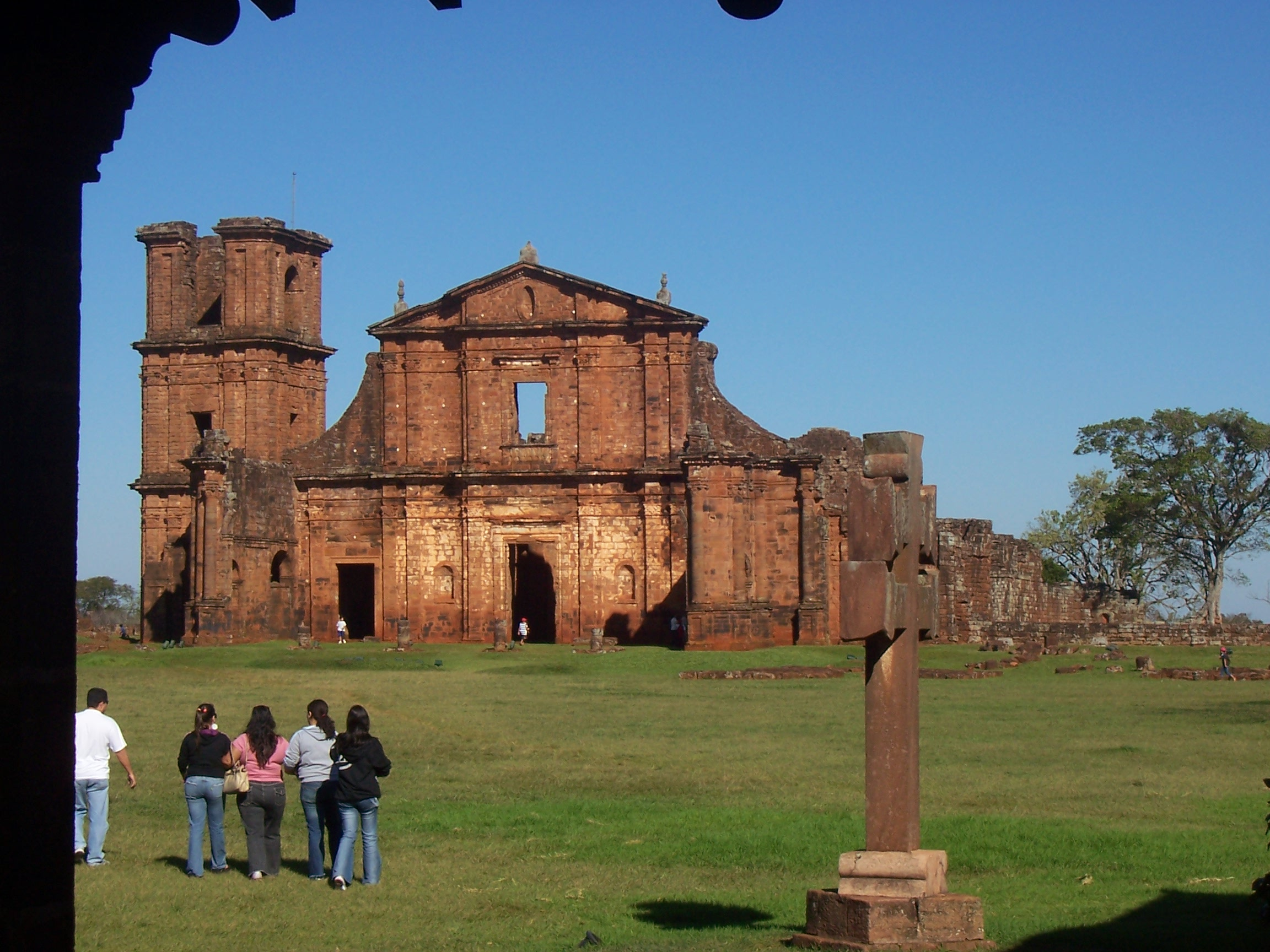
Sete Povos das Missões, fondata dai gesuiti portoghesi nel XVII secolo
La città di Gramado, fondata da immigrati tedeschi